# Leichtathletik-Weltmeisterschaften 2019/Marathon der Frauen
Der Marathonlauf der Frauen bei den Leichtathletik-Weltmeisterschaften 2019 fand am 27. September 2019 in den Straßen der katarischen Hauptstadt Doha statt.
68 Läuferinnen aus 41 Ländern nahmen an dem Wettbewerb teil. Die Strecke führte unter anderem entlang der Corniche von Doha und der Skyline.
Weltmeisterin wurde die Kenianerin Ruth Chepngetich mit 2:32:43 h. Silber ging in 2:33:46 h an die Titelverteidigerin Rose Chelimo aus Bahrain. Bronze gewann Helalia Johannes aus Namibia in 2:34:15 h.

## Rekorde
Vor dem Wettbewerb galten folgende Rekorde:
| Weltrekord               | Paula Radcliffe | 2:15:25 h | London-Marathon, Großbritannien | 13. April 2003  |
| Weltmeisterschaftsrekord | Paula Radcliffe | 2:20:57 h | WM in Helsinki, Finnland        | 14. August 2005 |

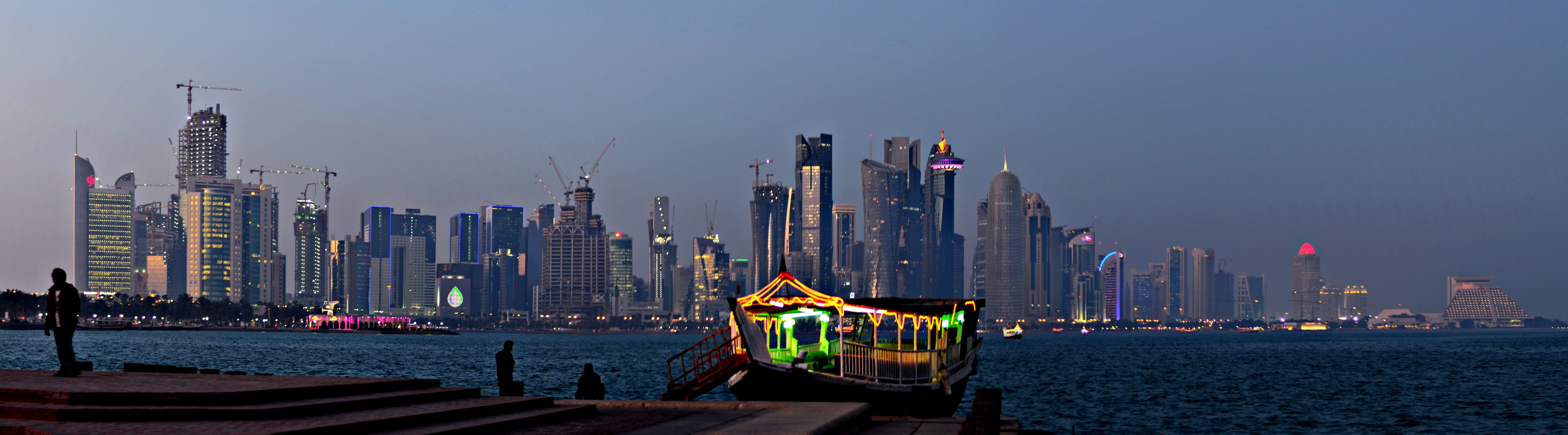
Abendliche Skyline der Stadt Doha

Der bestehende WM-Rekord wurde bei diesen Weltmeisterschaften nicht eingestellt und nicht verbessert.

## Kritik
Von 68 Läuferinnen kamen 28 nicht im Ziel an. Das führte zu der Kritik, dass die Bedingungen mit 32 °C und 73 % relativer Luftfeuchtigkeit für die Veranstaltung eines Marathonlaufs unzumutbar für die Teilnehmerinnen waren.

## Ergebnis

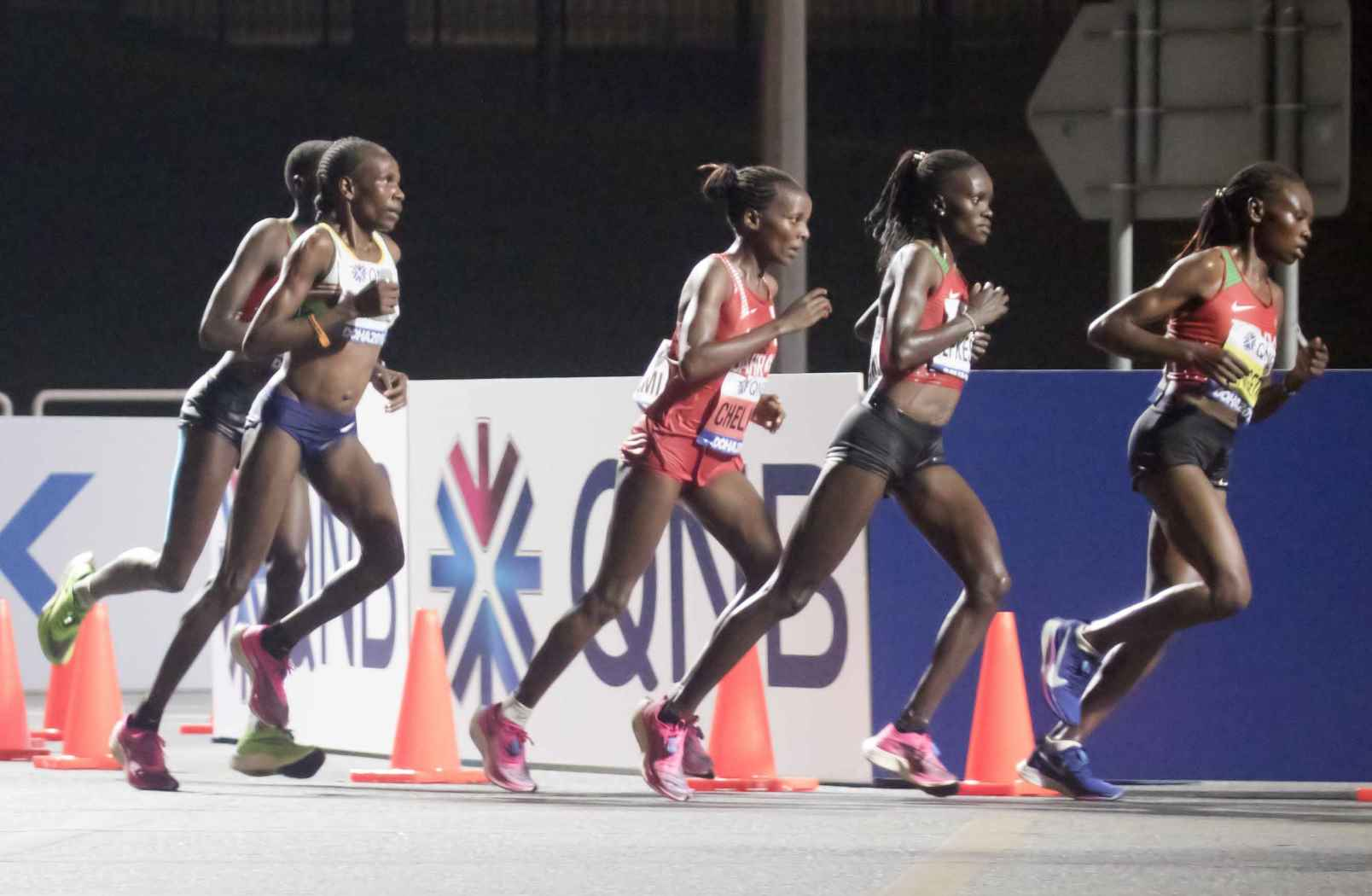
Führungsgruppe (v. r. n. l.): Ruth Chepngetich, Visiline Jepkesho, Rose Chelimo Helalia Johannes

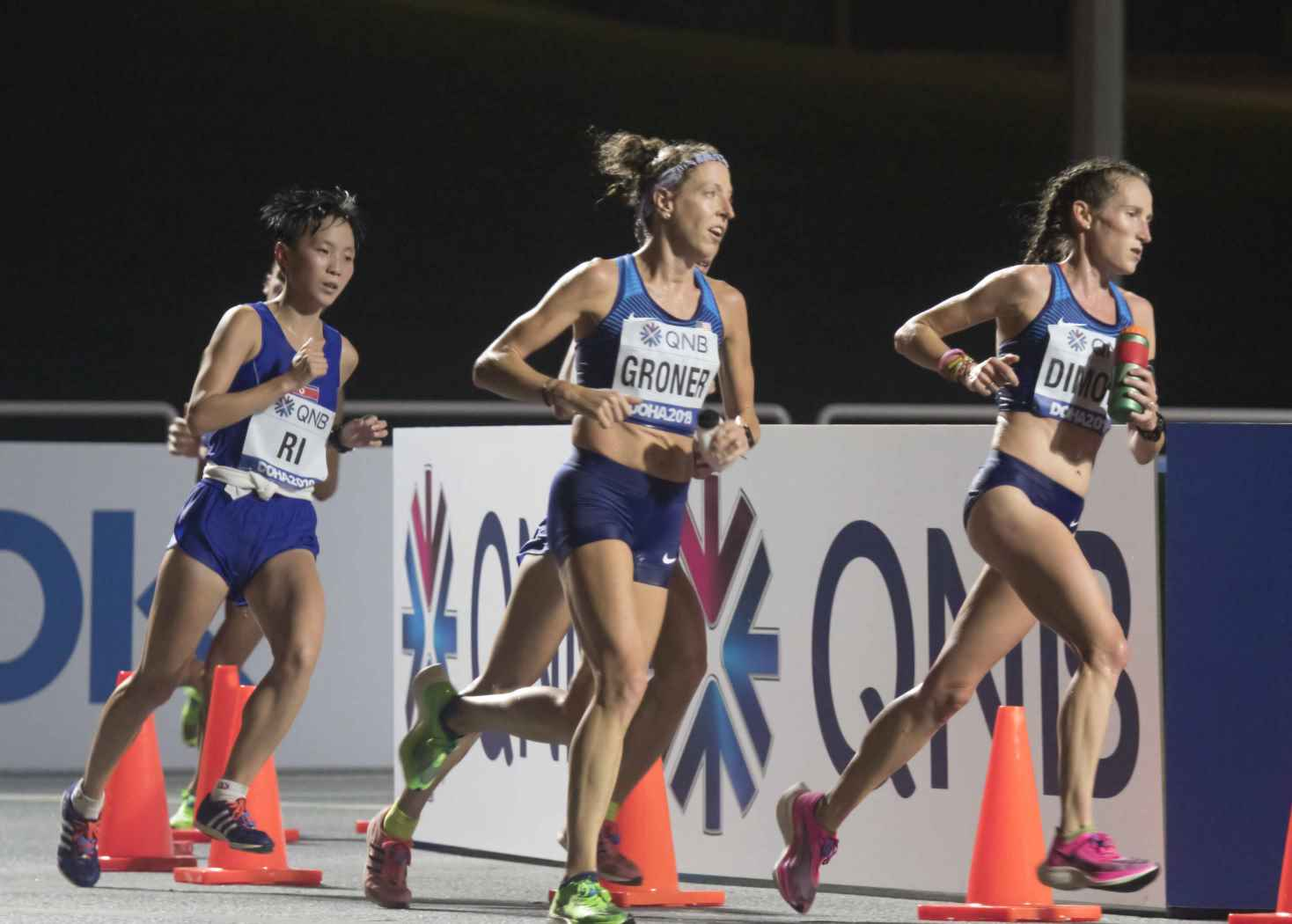
Verfolgergruppe (v. r. n. l.): Carrie Dimoff, Roberta Groner,
Ri Kwang-ok

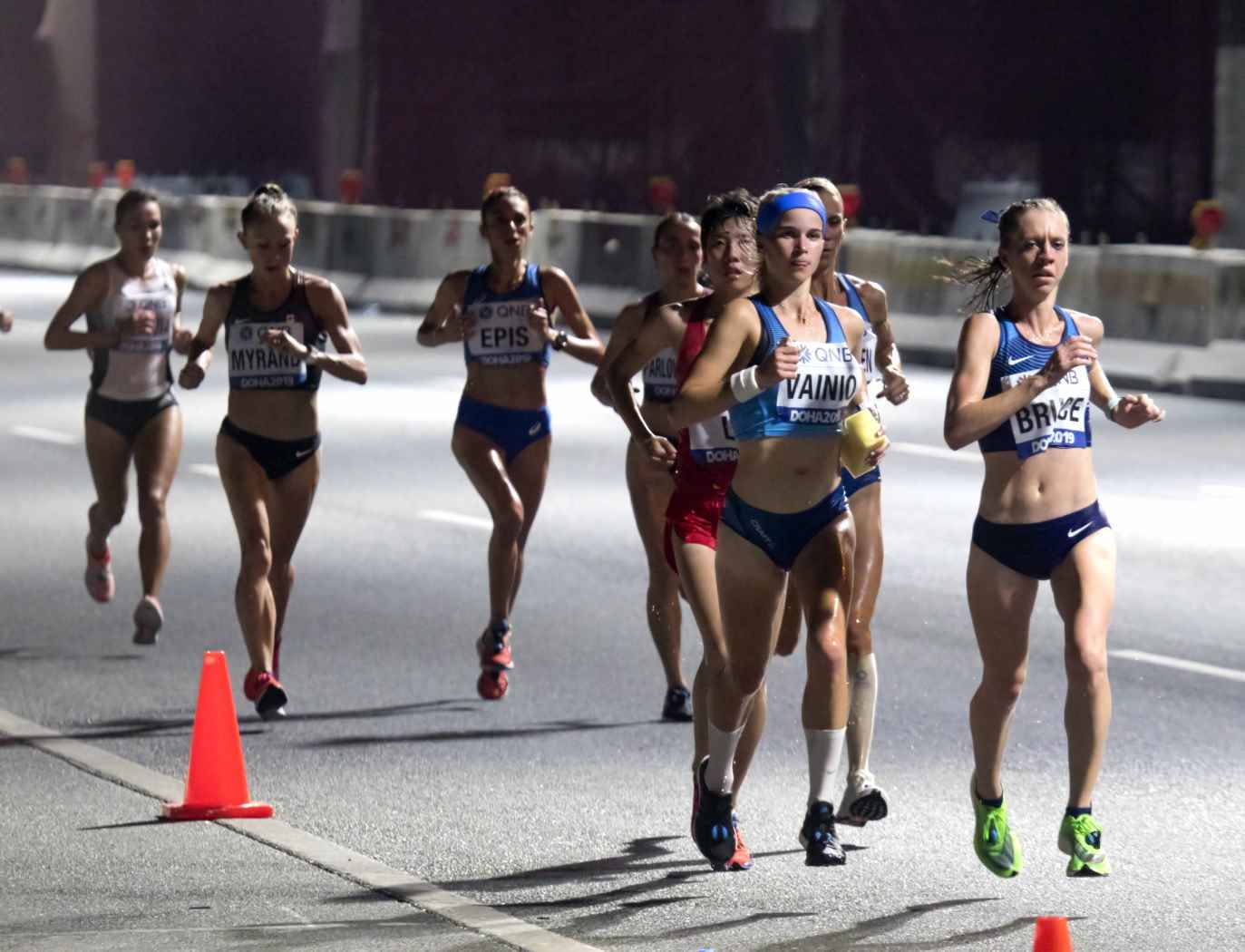
Gruppe mit unter anderem Alisa Vainio, Kelsey Bruce, Giovanna Epis, Melanie Myrand

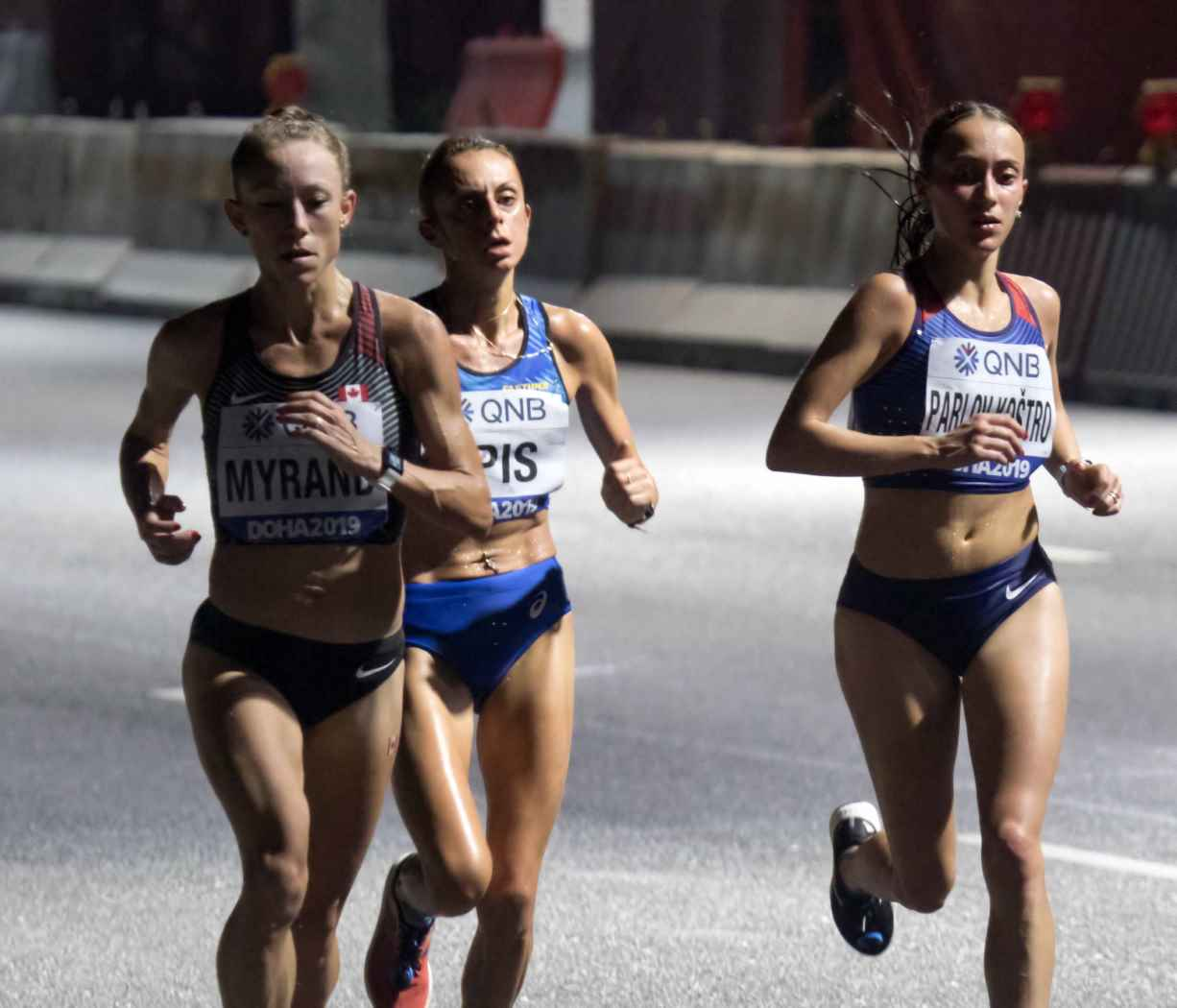
Dreiergruppe (v. l. n. r.): Melanie Myrand, Giovanna Epis, Matea Parlov Koštro

27. September 2019, 23:59 Uhr Ortszeit (22:59 Uhr MESZ)
| Platz | Athletin                     | Land                        | Zeit (h)   |
| ----- | ---------------------------- | --------------------------- | ---------- |
|       | Ruth Chepngetich             | Kenia                       | 2:32:43    |
|       | Rose Chelimo                 | Bahrain                     | 2:33:46    |
|       | Helalia Johannes             | Namibia                     | 2:34:15    |
| 4     | Edna Kiplagat                | Kenia                       | 2:35:36 SB |
| 5     | Wolha Masuronak              | Belarus                     | 2:36:21    |
| 6     | Roberta Groner               | USA                         | 2:38:44    |
| 7     | Mizuki Tanimoto              | Japan                       | 2:39:09    |
| 8     | Kim Ji-hyang                 | Nordkorea                   | 2:41:24    |
| 9     | Lyndsay Tessier              | Kanada                      | 2:42:03 SB |
| 10    | Jo Un-ok                     | Nordkorea                   | 2:42:23    |
| 11    | Madoka Nakano                | Japan                       | 2:42:39    |
| 12    | Desi Jisa Mokonin            | Bahrain                     | 2:43:19    |
| 13    | Carrie Dimoff                | USA                         | 2:44:35 SB |
| 14    | Ri Kwang-ok                  | Nordkorea                   | 2:46:16    |
| 15    | Visiline Jepkesho            | Kenia                       | 2:46:38    |
| 16    | Marta Galimany               | Spanien                     | 2:47:45    |
| 17    | Nastassja Iwanowa            | Belarus                     | 2:48:41    |
| 18    | Charlotta Fougberg           | Schweden                    | 2:49:17    |
| 19    | Anne-Mari Hyryläinen         | Finnland                    | 2:51:26    |
| 20    | Marcela Joglová              | Tschechien                  | 2:52:22    |
| 21    | Rutendo Nyahora              | Simbabwe                    | 2:52:33    |
| 22    | Sardana Trofimowa            | Authorised Neutral Athletes | 2:52:46    |
| 23    | Nazret Weldu                 | Eritrea                     | 2:53:45    |
| 24    | Ma Yugui                     | Volksrepublik China         | 2:55:24    |
| 25    | Galbadrachyn Chischigsaichan | Mongolei                    | 2:56:15    |
| 26    | Alisa Vainio                 | Finnland                    | 2:56:30 SB |
| 27    | Melanie Myrand               | Kanada                      | 2:57:40    |
| 28    | Carla Salomé Rocha           | Portugal                    | 2:58:19    |
| 29    | Gloria Priviletzio           | Griechenland                | 2:58:43    |
| 30    | Valdilene dos Santos Silva   | Brasilien                   | 2:59:00    |
| 31    | Manuela Soccol               | Belgien                     | 2:59:11    |
| 32    | Swjatlana Kudselitsch        | Belarus                     | 3:00:38    |
| 33    | Ciren Cuomu                  | Volksrepublik China         | 3:01:56    |
| 34    | Bajartsogtyn Mönchdsajaa     | Mongolei                    | 3:02:57    |
| 35    | Rochelle Rodgers             | Australien                  | 3:05:12    |
| 36    | Andreia Hessel               | Brasilien                   | 3:06:13    |
| 37    | Johanna Bäcklund             | Schweden                    | 3:08:30    |
| 38    | Kelsey Bruce                 | USA                         | 3:09:37    |
| 39    | Mayada Al-Sayad              | Palästina                   | 3:10:30    |
| 40    | Gabriela Traña               | Costa Rica                  | 3:19:13    |
| DNF   | Elvan Abeylegesse            | Türkei                      |            |
| DNF   | Ruti Aga                     | Äthiopien                   |            |
| DNF   | Bojana Bjeljac               | Kroatien                    |            |
| DNF   | Monika Bytautienė            | Litauen                     |            |
| DNF   | Fadime Çelik                 | Türkei                      |            |
| DNF   | Rosa Chacha                  | Ecuador                     |            |
| DNF   | Linet Toroitich Chebet       | Uganda                      |            |
| DNF   | Shure Demise                 | Äthiopien                   |            |
| DNF   | Roza Dereje                  | Äthiopien                   |            |
| DNF   | Sara Dossena                 | Italien                     |            |
| DNF   | Giovanna Epis                | Italien                     |            |
| DNF   | Shitaye Eshete               | Bahrain                     |            |
| DNF   | Sasha Gollish                | Kanada                      |            |
| DNF   | Dagmara Handzlik             | Zypern                      |            |
| DNF   | Ayano Ikemitsu               | Japan                       |            |
| DNF   | Sitora Hamidova              | Usbekistan                  |            |
| DNF   | Marija Korobizkaja           | Kirgisistan                 |            |
| DNF   | Li Dan                       | Volksrepublik China         |            |
| DNF   | Failuna Matanga              | Tansania                    |            |
| DNF   | Clémentine Mukandanga        | Ruanda                      |            |
| DNF   | Elvanie Nimbona              | Burundi                     |            |
| DNF   | Cecilia Norrbom              | Schweden                    |            |
| DNF   | Matea Parlov Koštro          | Kroatien                    |            |
| DNF   | Charlotte Purdue             | Großbritannien              |            |
| DNF   | Lonah Chemtai Salpeter       | Israel                      |            |
| DNF   | Oleksandra Schafar           | Ukraine                     |            |
| DNF   | Hanna Vandenbussche          | Belgien                     |            |
| DNF   | Hiruni Wijayaratne           | Sri Lanka                   |            |
| DNS   | Tish Jones                   | Großbritannien              |            |
| DNS   | Nikolina Šustić              | Kroatien                    |            |

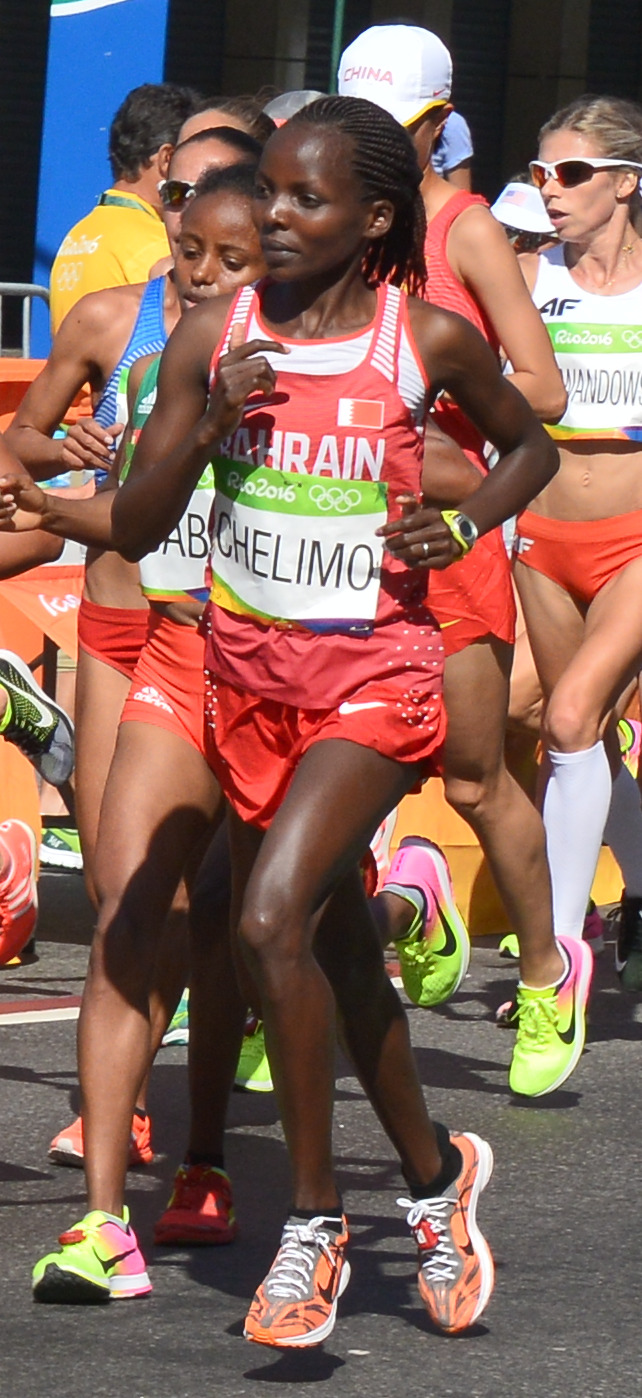
Vizeweltmeisterin Rose Chelimo
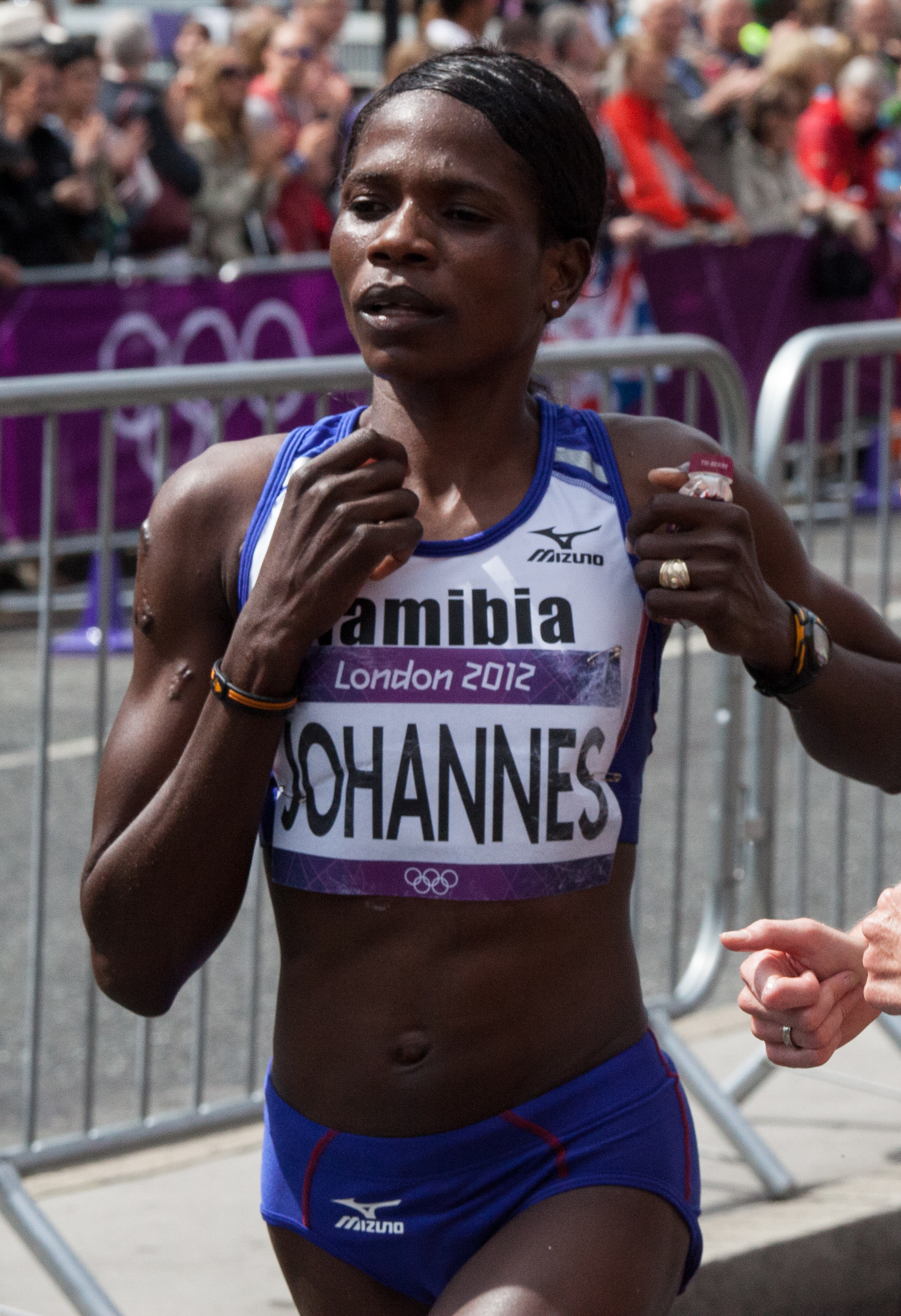
Bronzemedaillengewinnerin Helalia Johannes
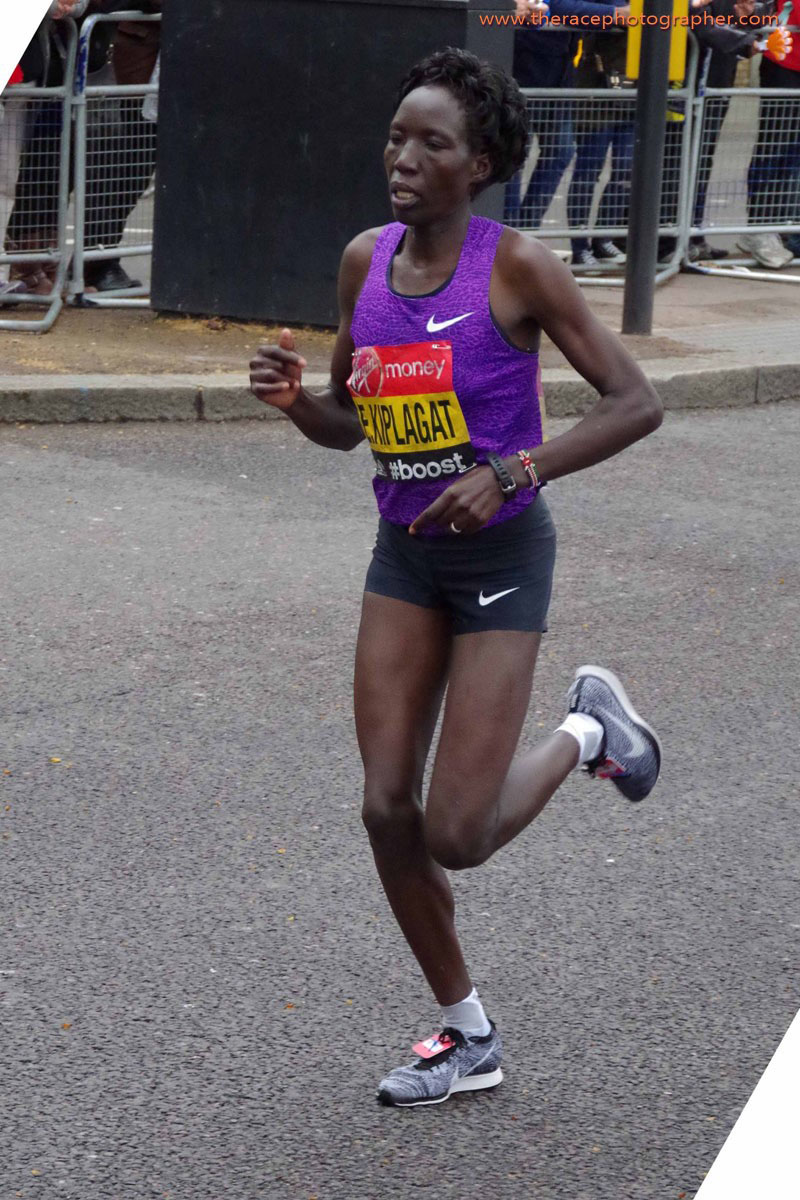
Edna Kiplagat belegte Rang vier
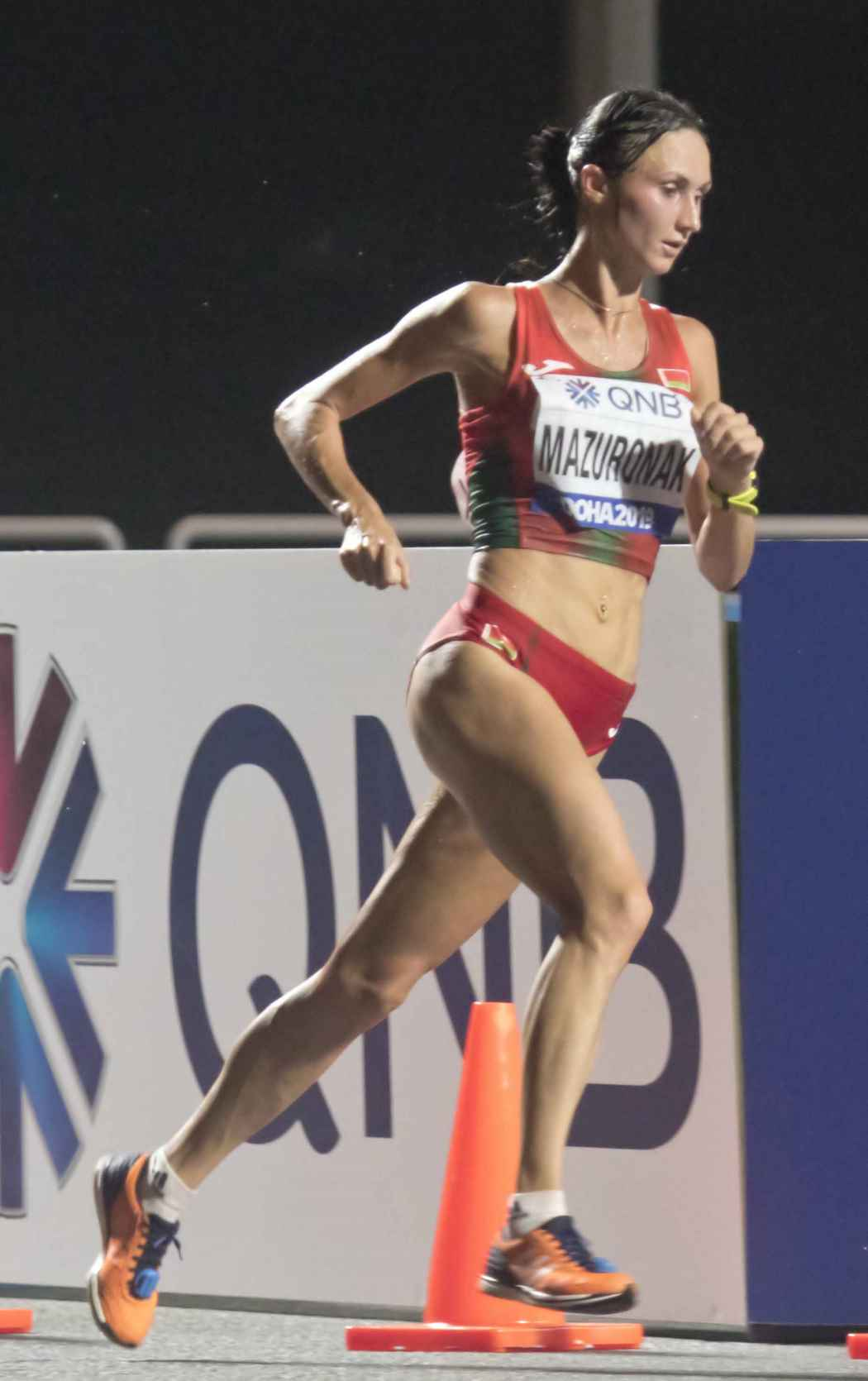
Wolha Masuronak – Rang fünf
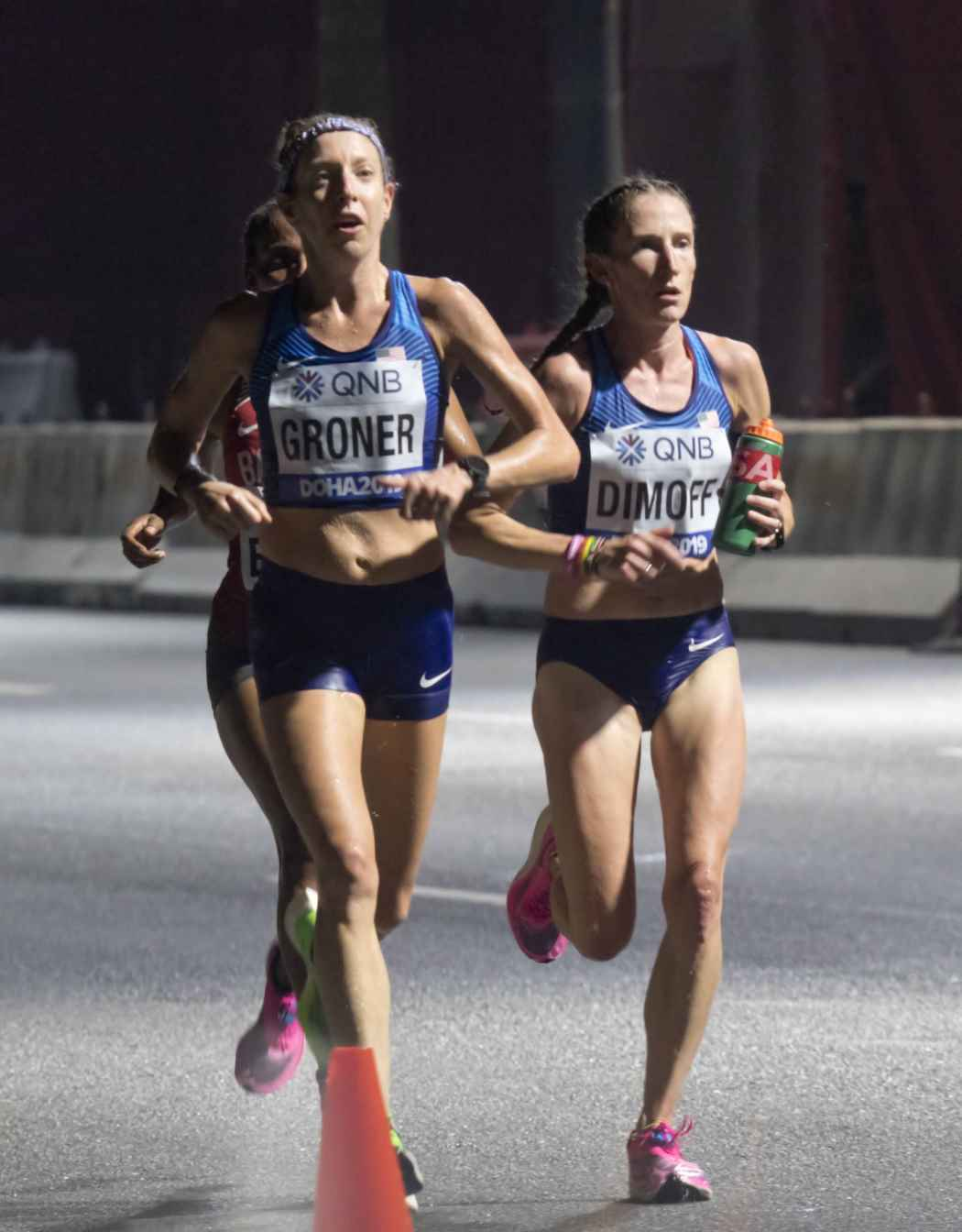
Roberta Groner (links) – Rang sechs Carrie Dimoff – Rang dreizehn
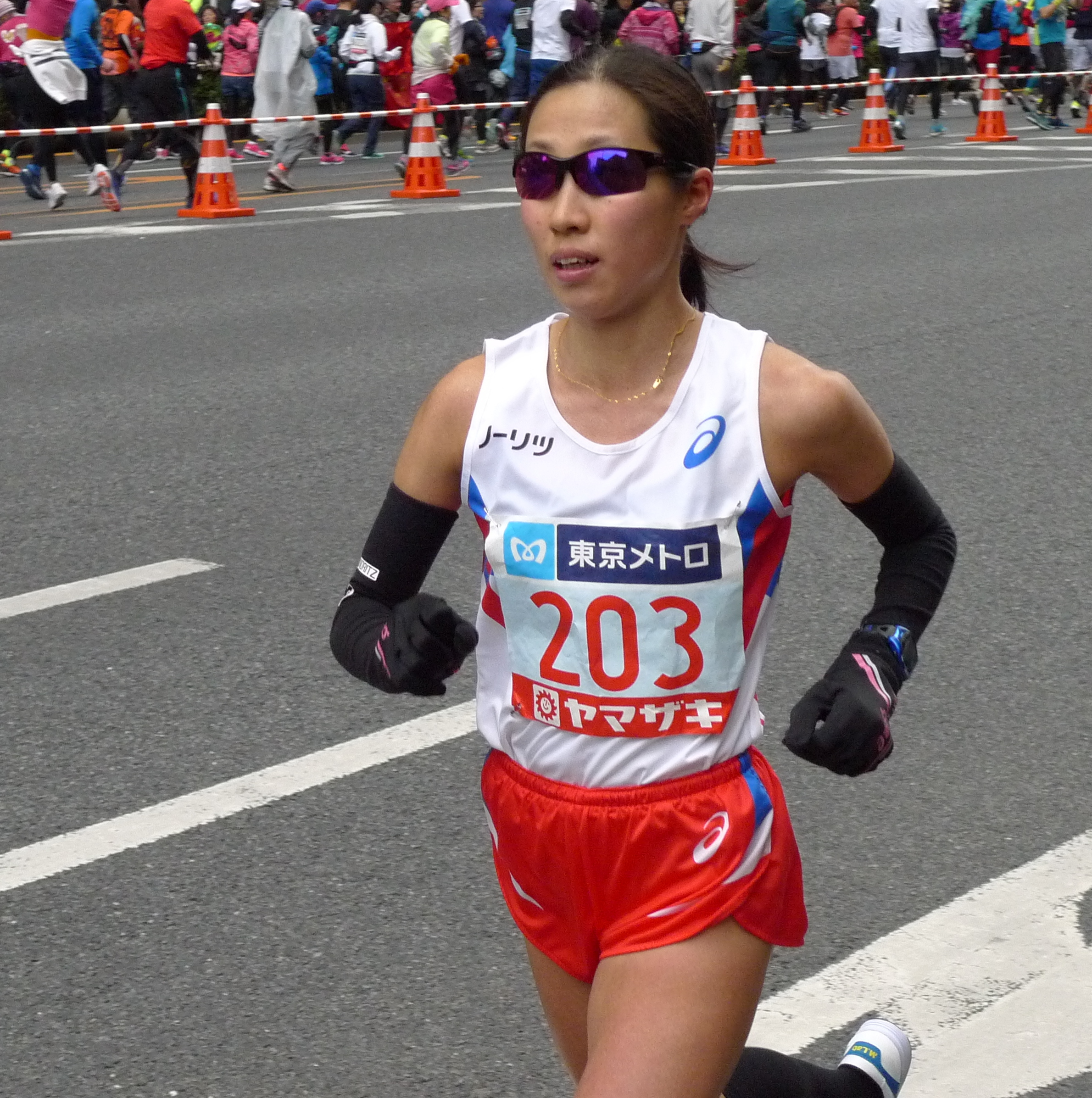
Die elftplatzierte Madoka Nakano
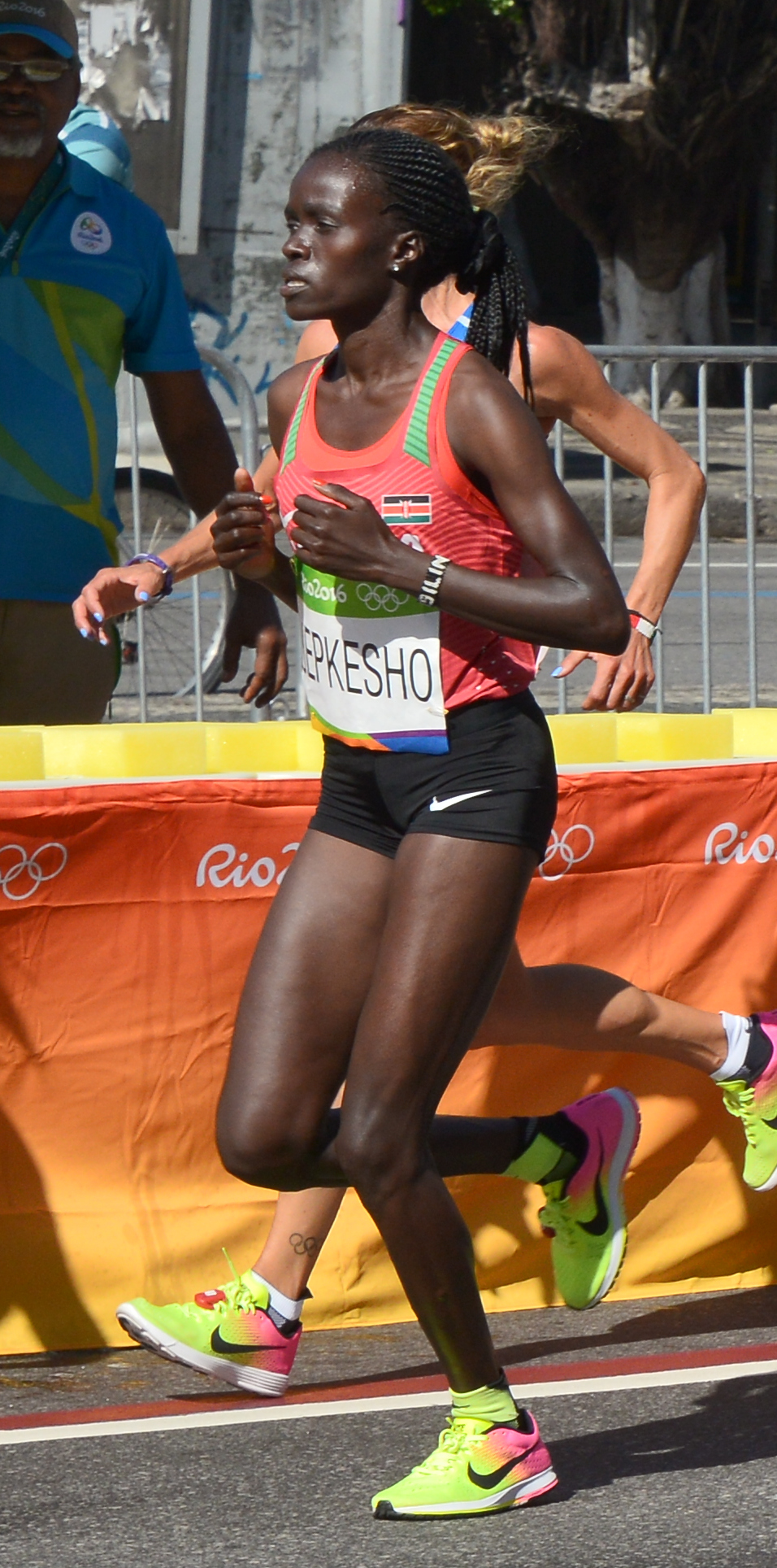
Visiline Jepkesho erreichte Platz fünfzehn
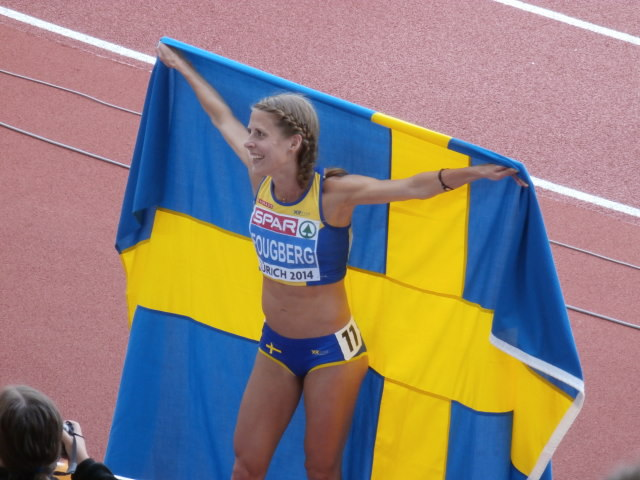
Charlotta Fougberg wurde Achtzehnte
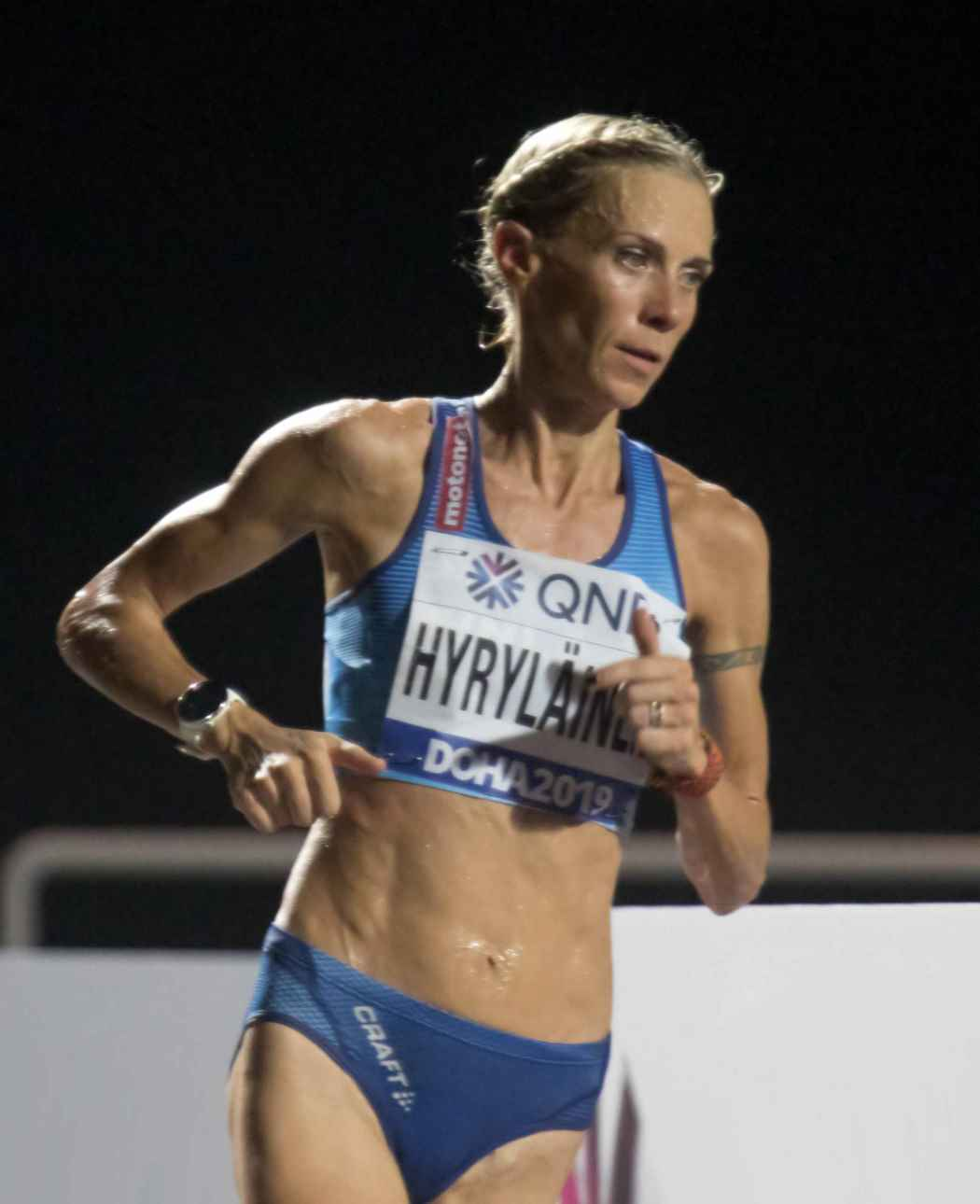
Anne-Mari Hyryläinen – Rang neunzehn
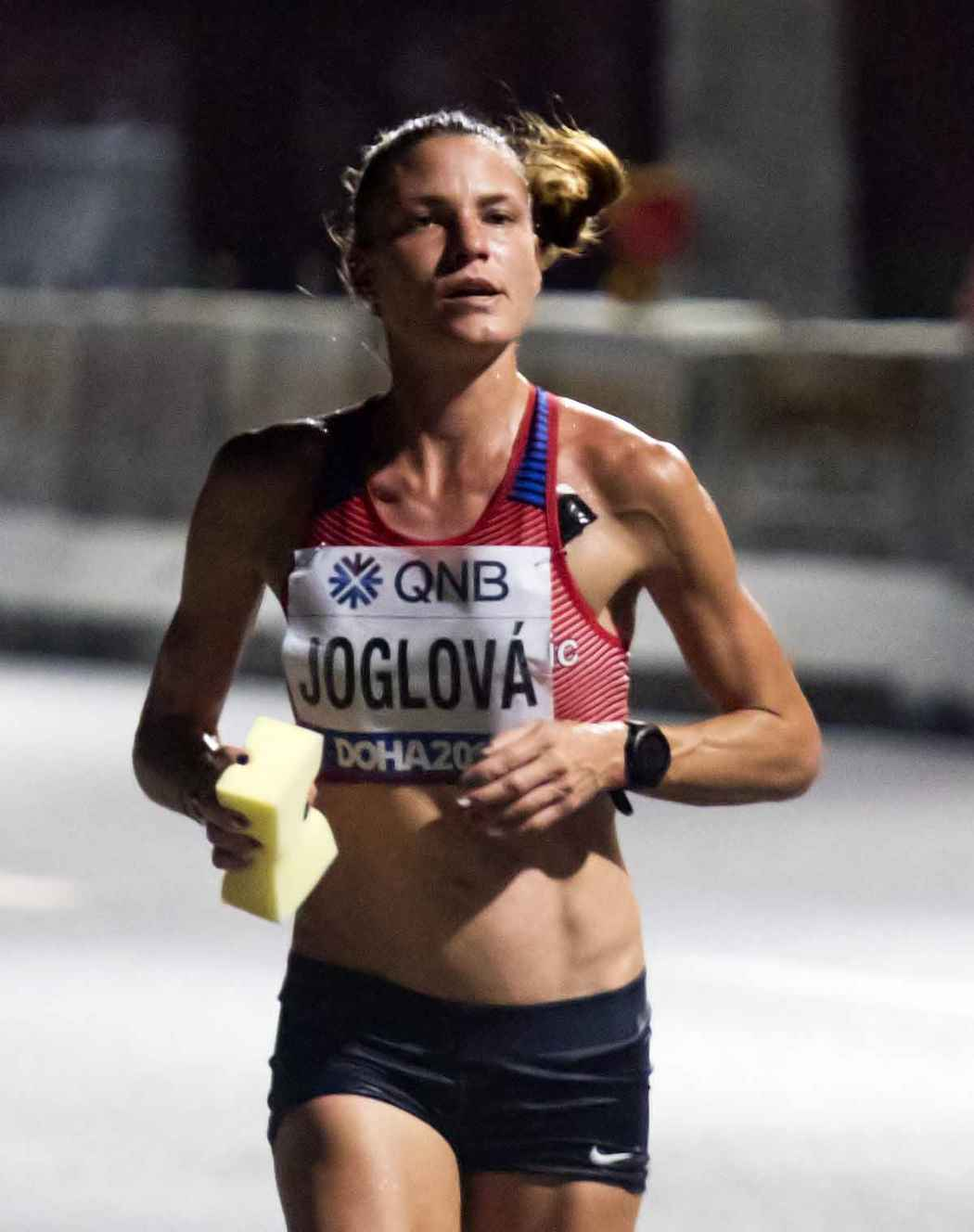
Marcela Joglová – Rang zwanzig
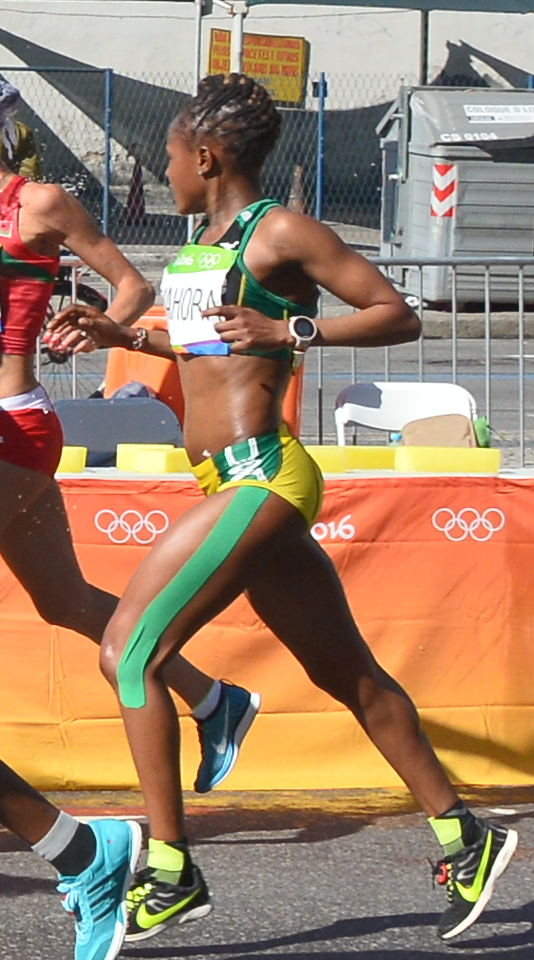
Rutendo Nyahora – Rang 21
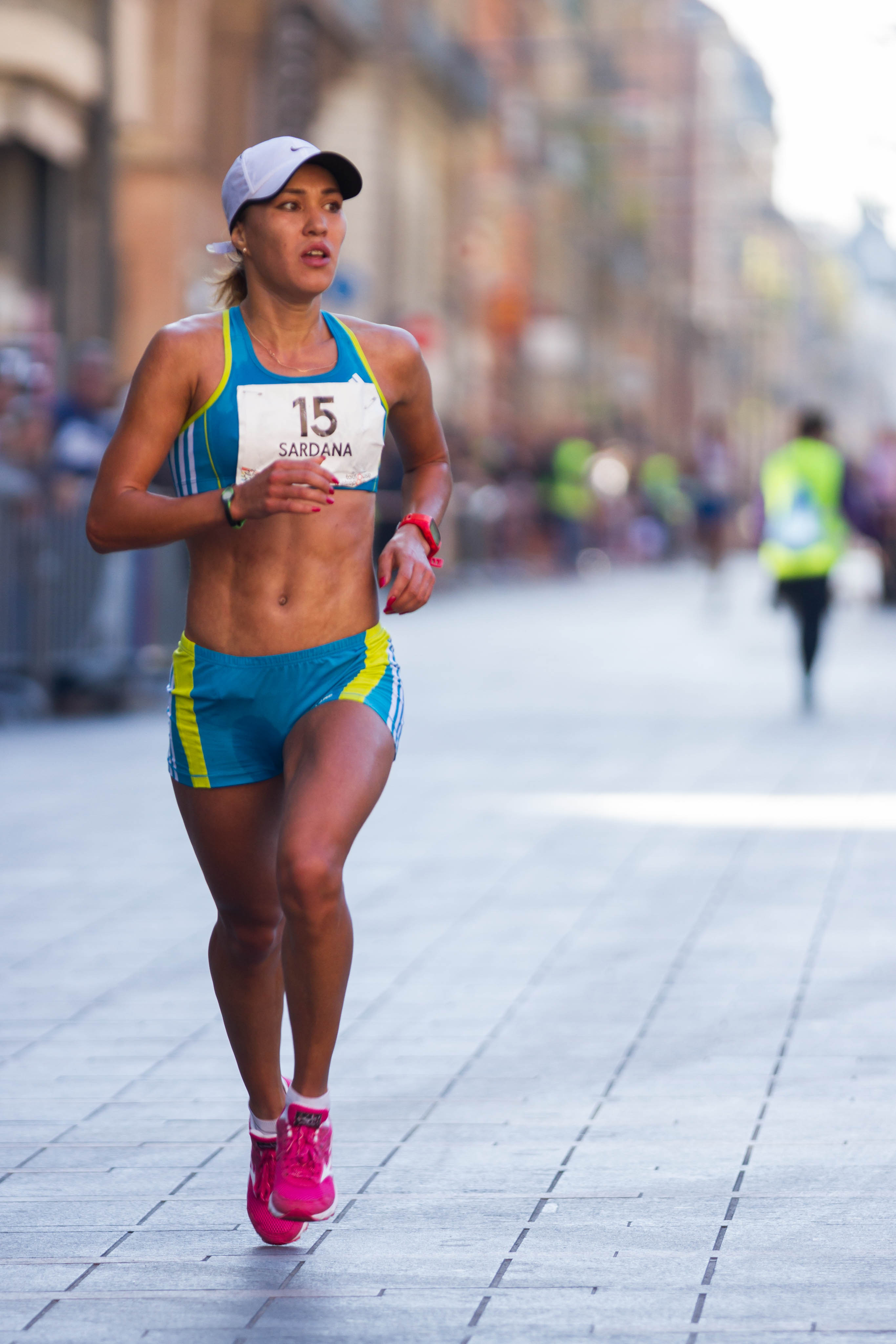
Rang 22 für Sardana Trofimowa
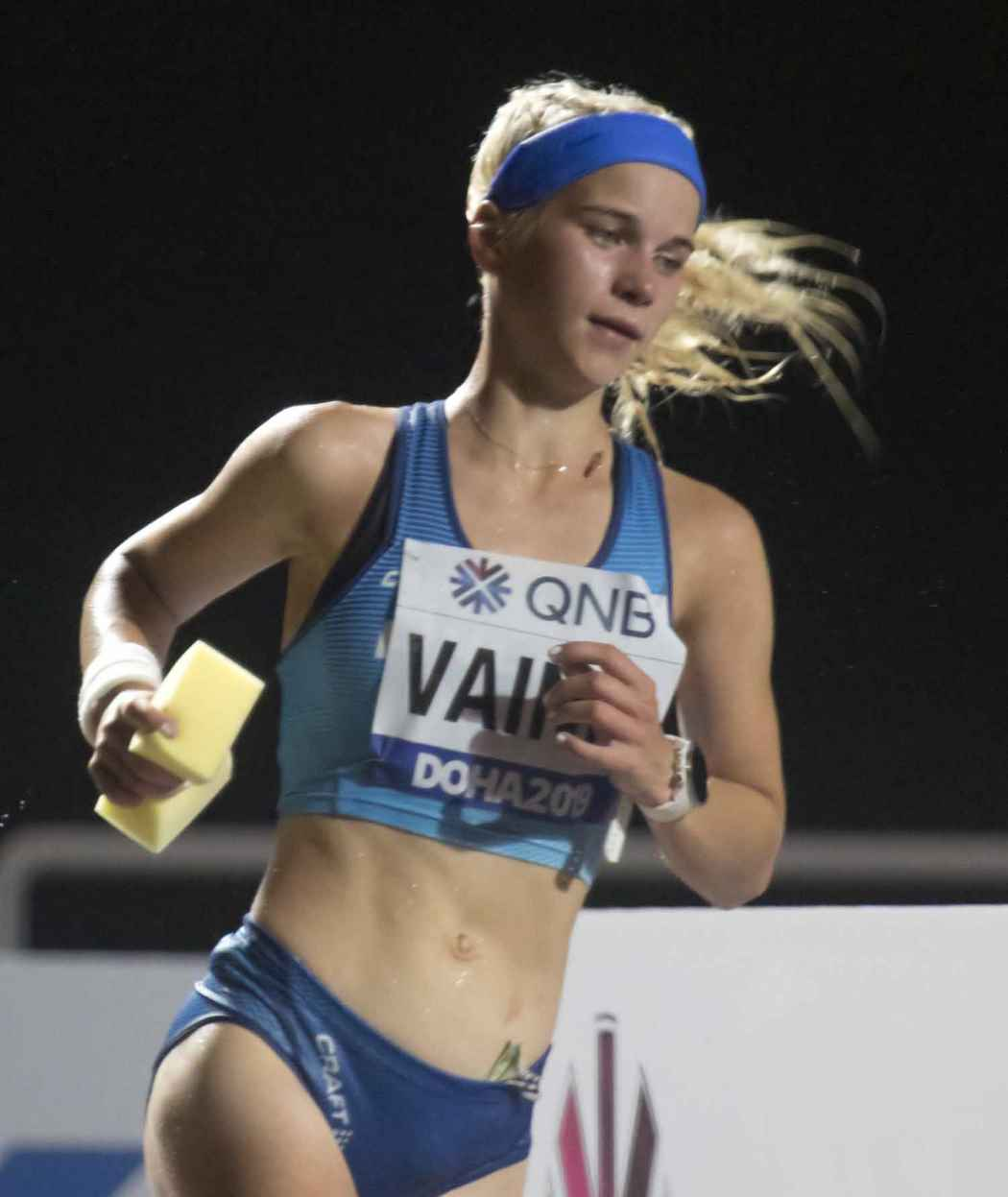
Alisa Vainio – Rang 26
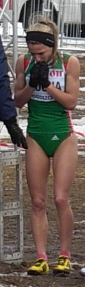
Salomé Rocha – Rang 28
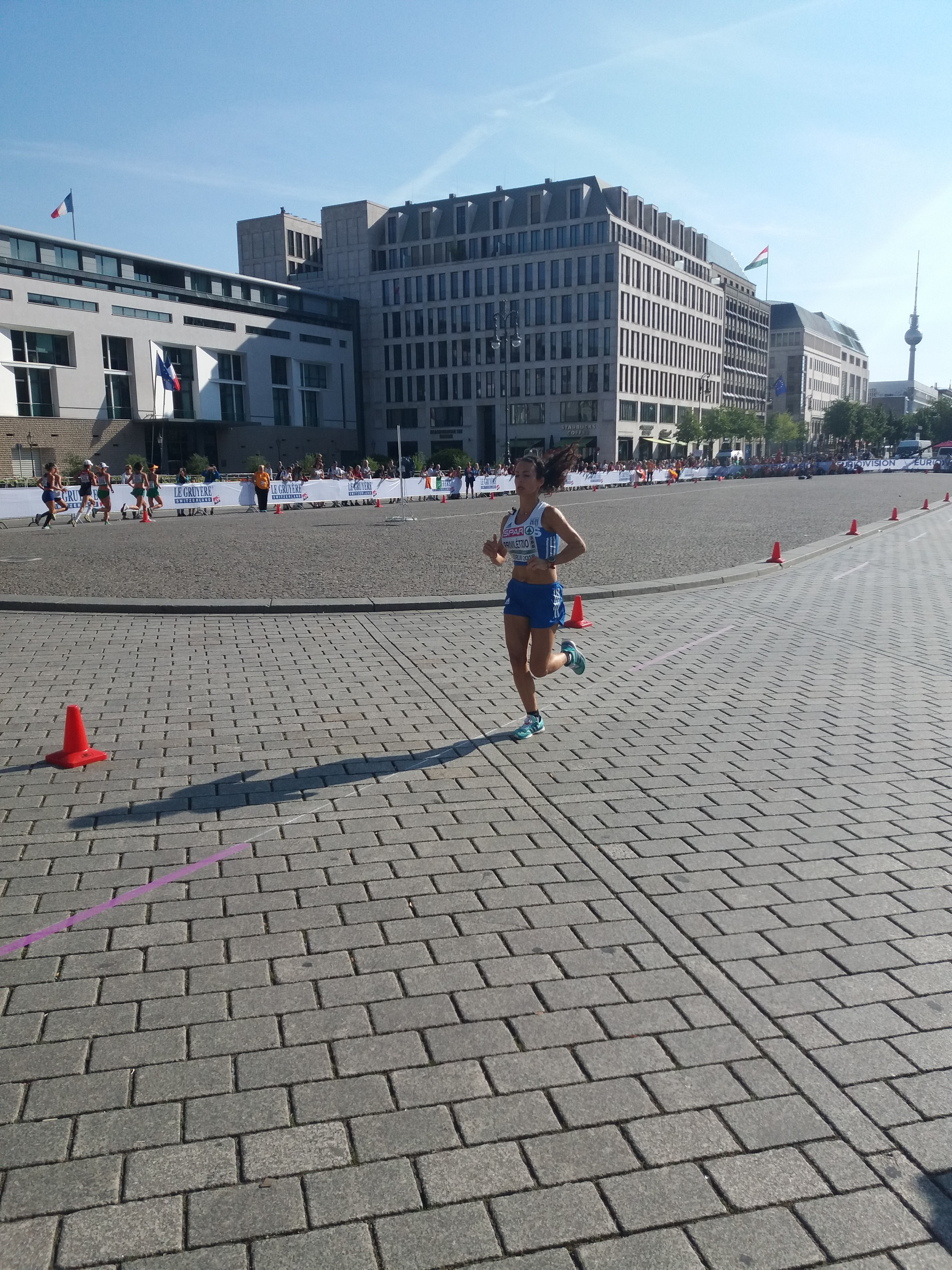
Gloria Priviletzio – Rang 29
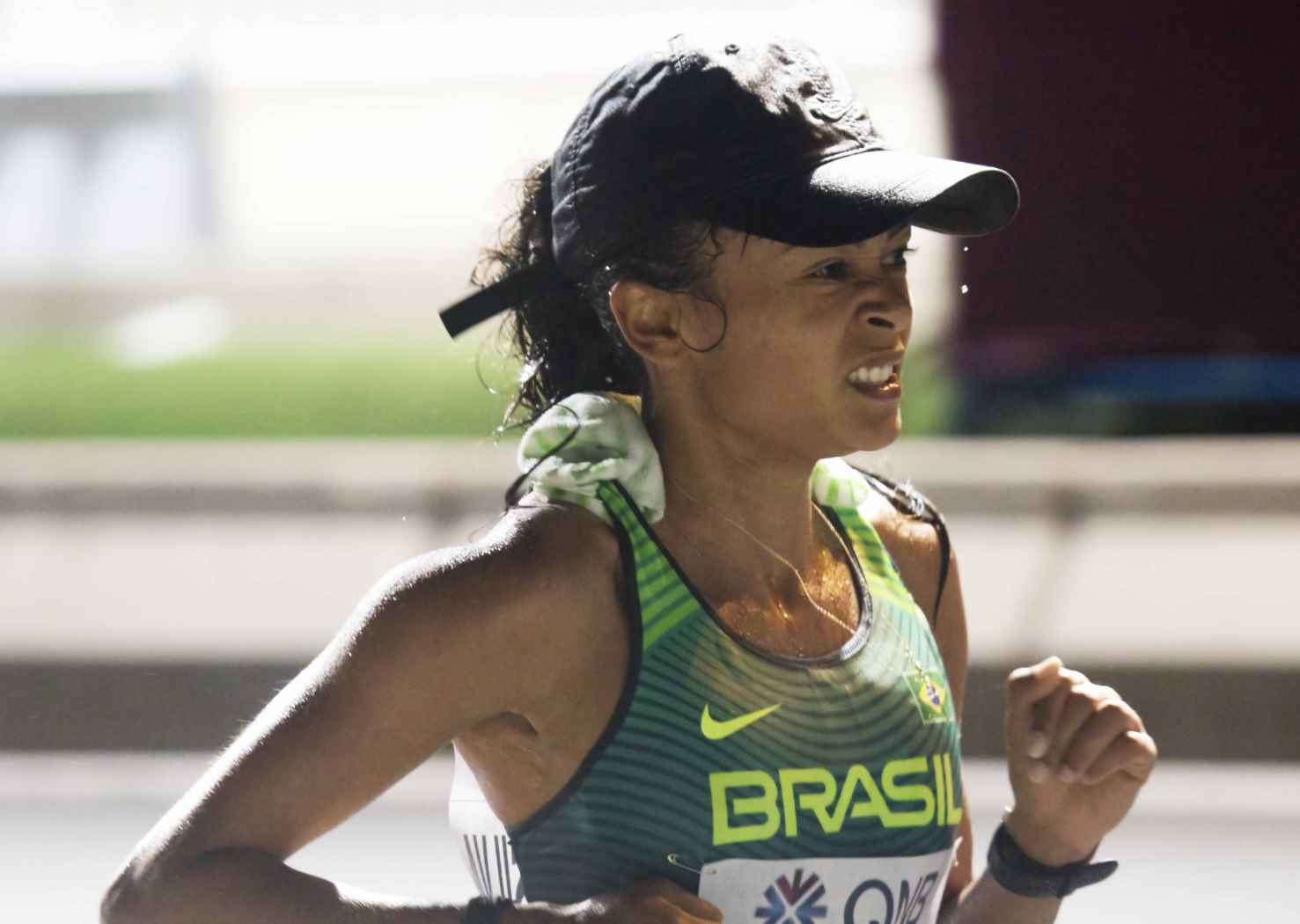
Valdilene dos Santos Silva – Rang dreißig
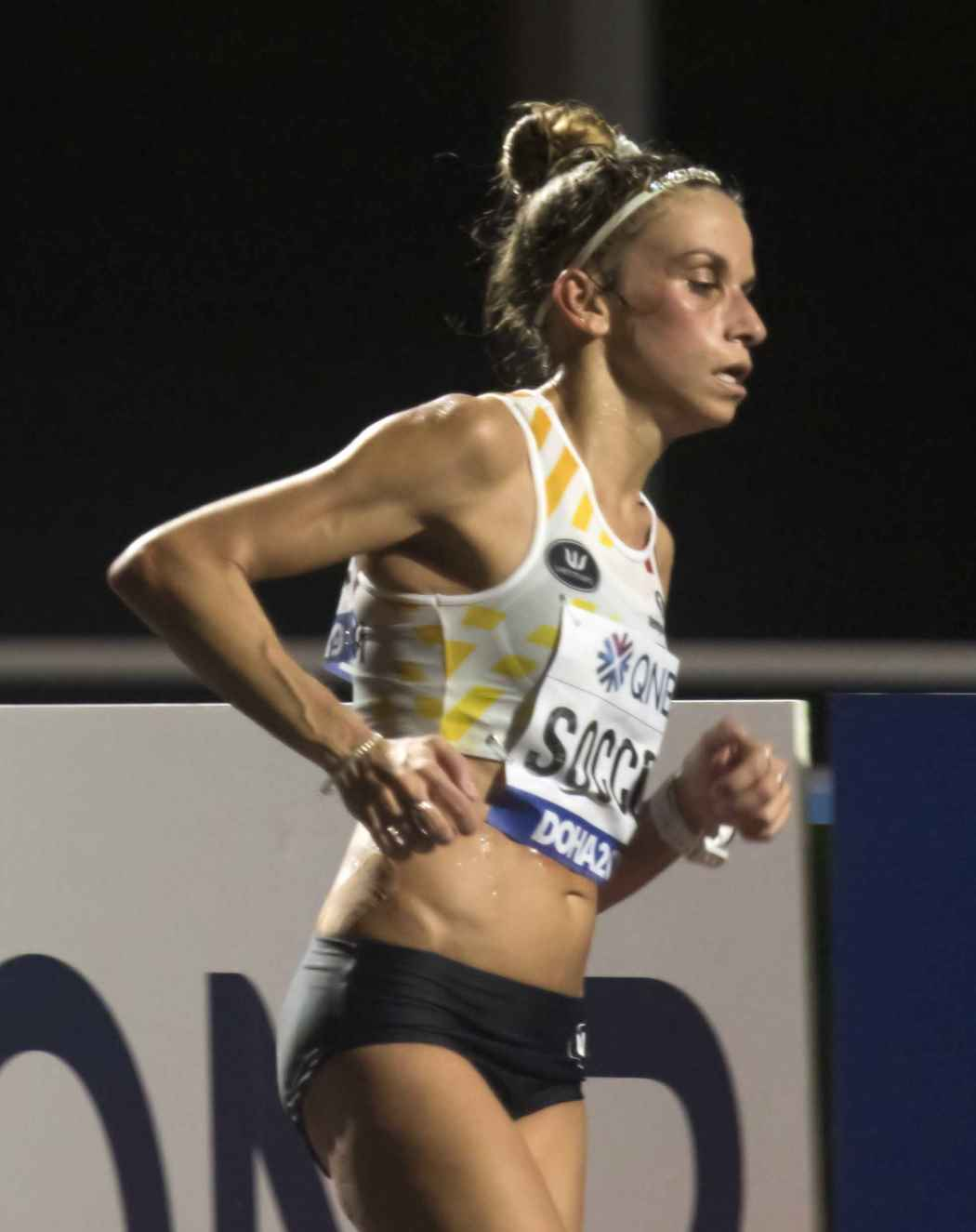
Manuela Soccol – Rang 31
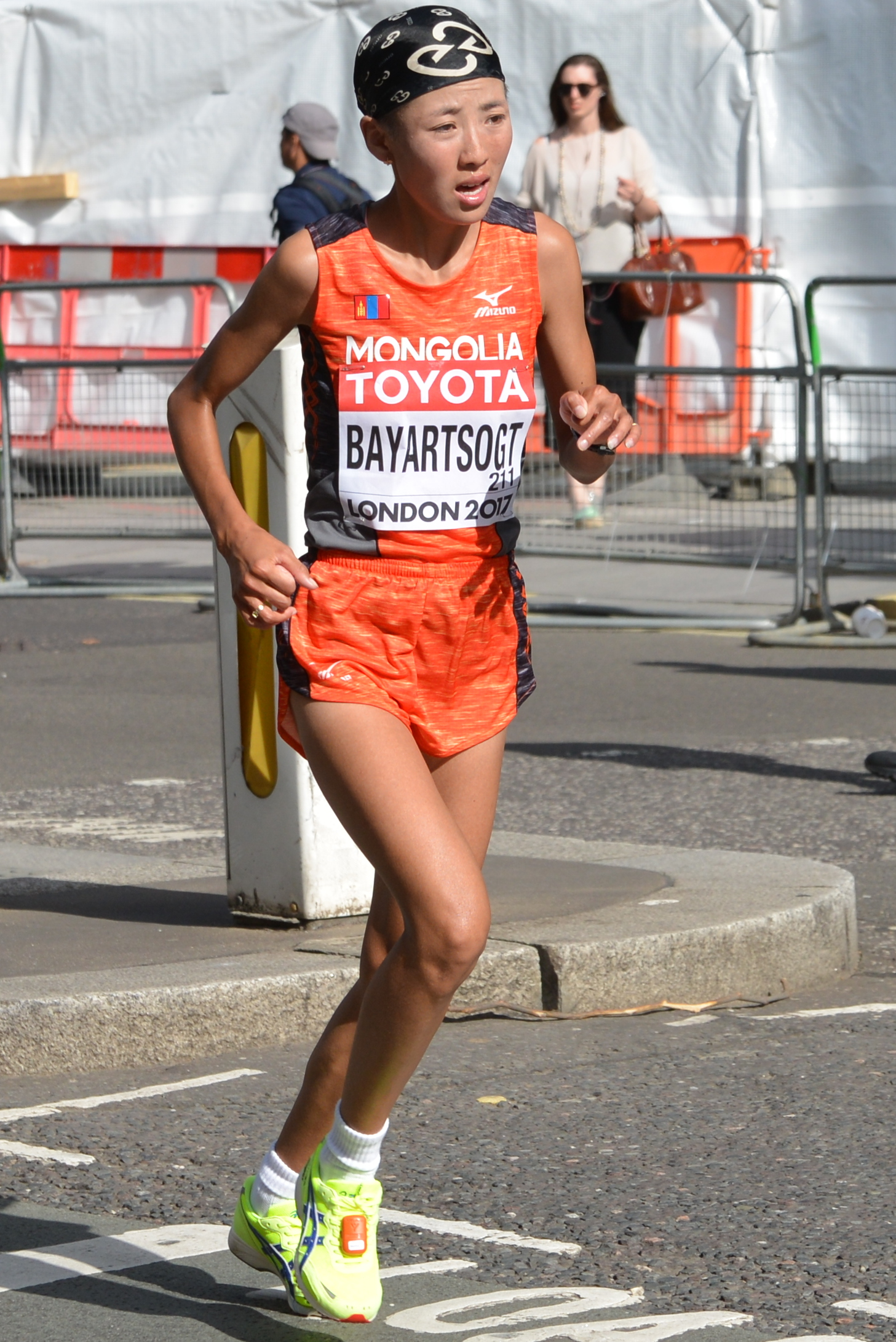
Bajartsogtyn Mönchdsajaa – Rang 34
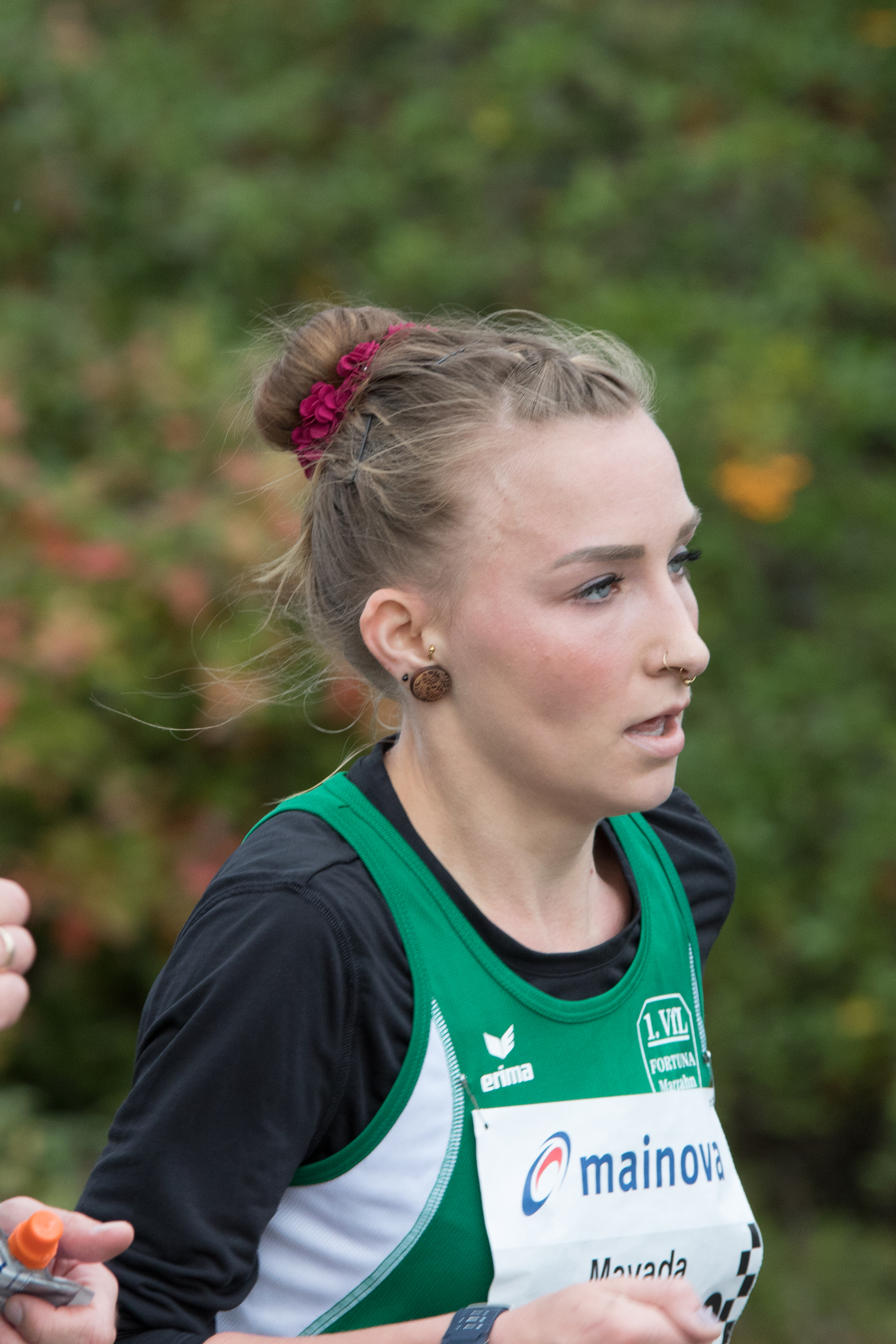
Mayada Al-Sayad – Rang 39
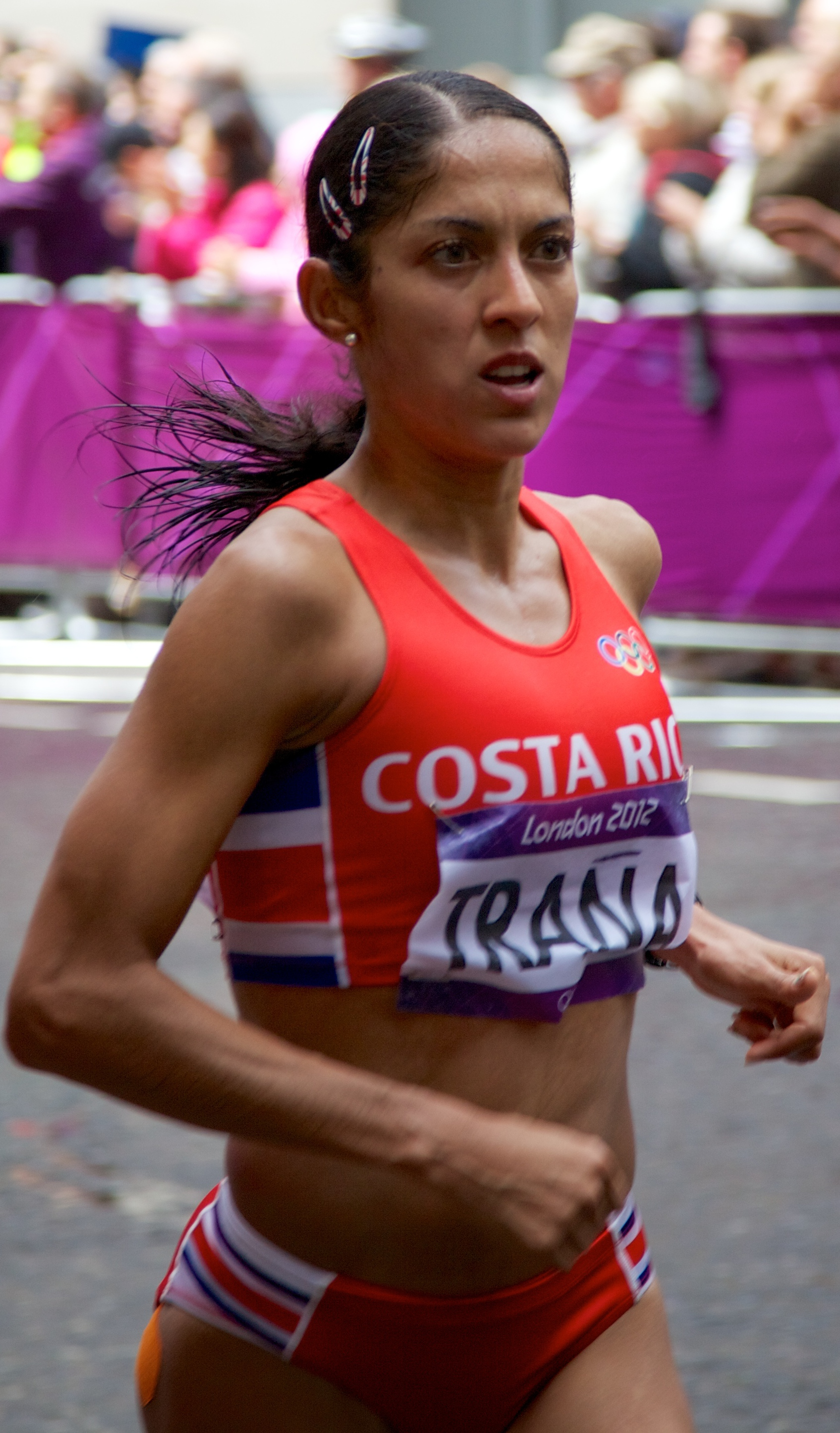
Gabriela Traña – Rang vierzig
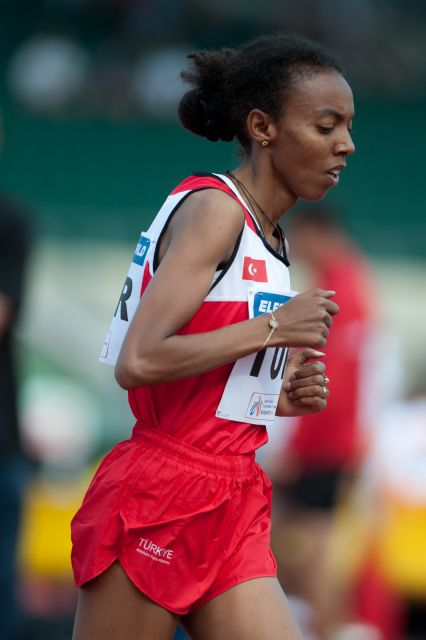
Elvan Abeylegesse – Rennen nicht beendet
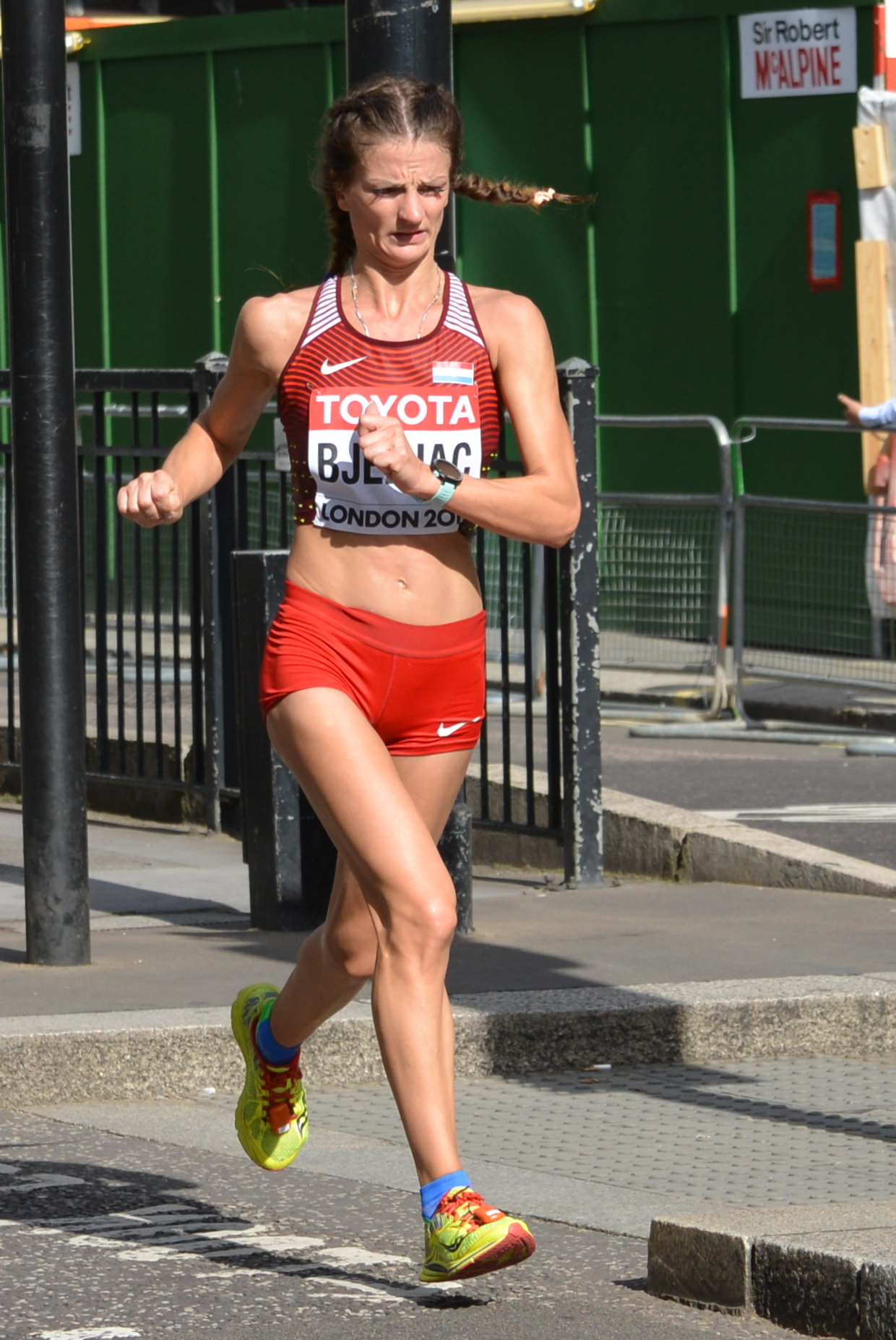
Bojana Bjeljac – Rennen nicht beendet
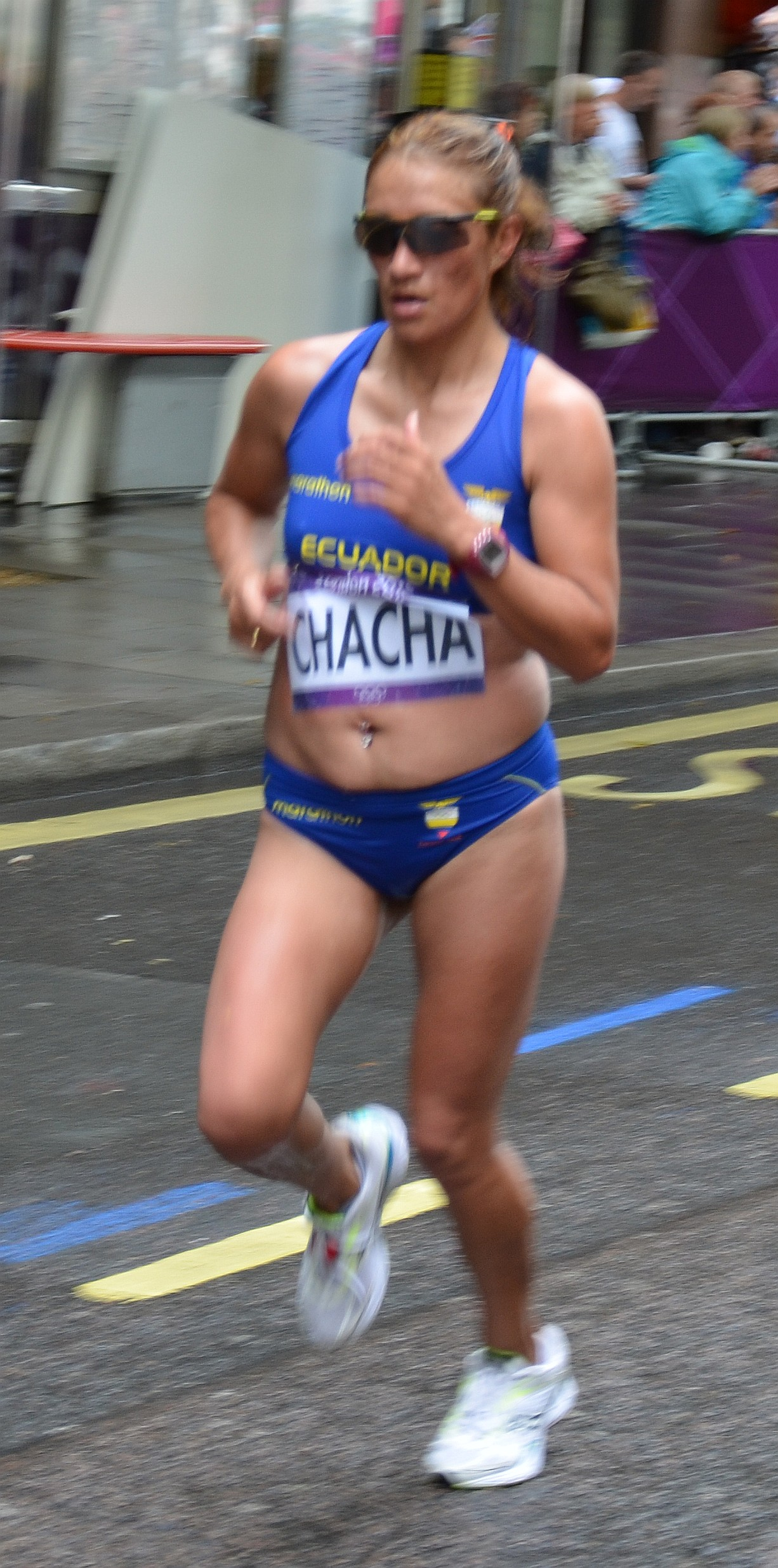
Rosa Chacha – Rennen nicht beendet
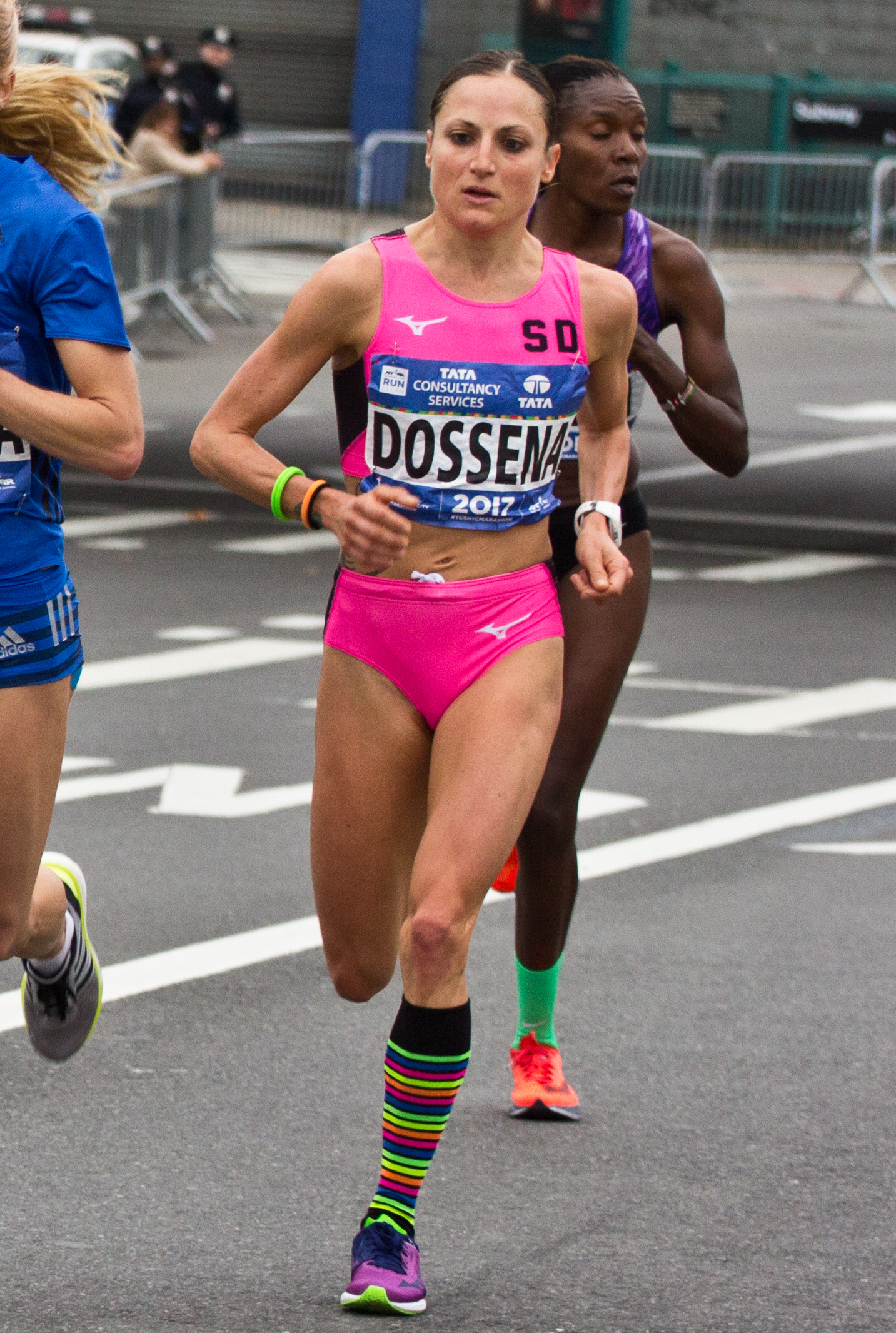
Sara Dossena – Rennen nicht beendet
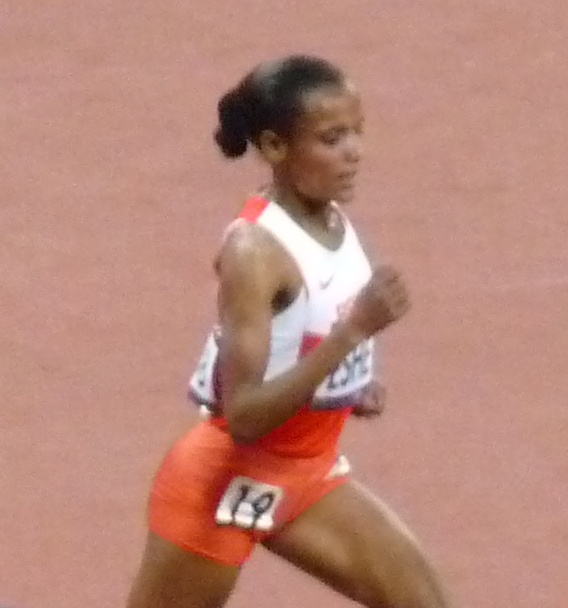
Shitaye Eshete – Rennen nicht beendet
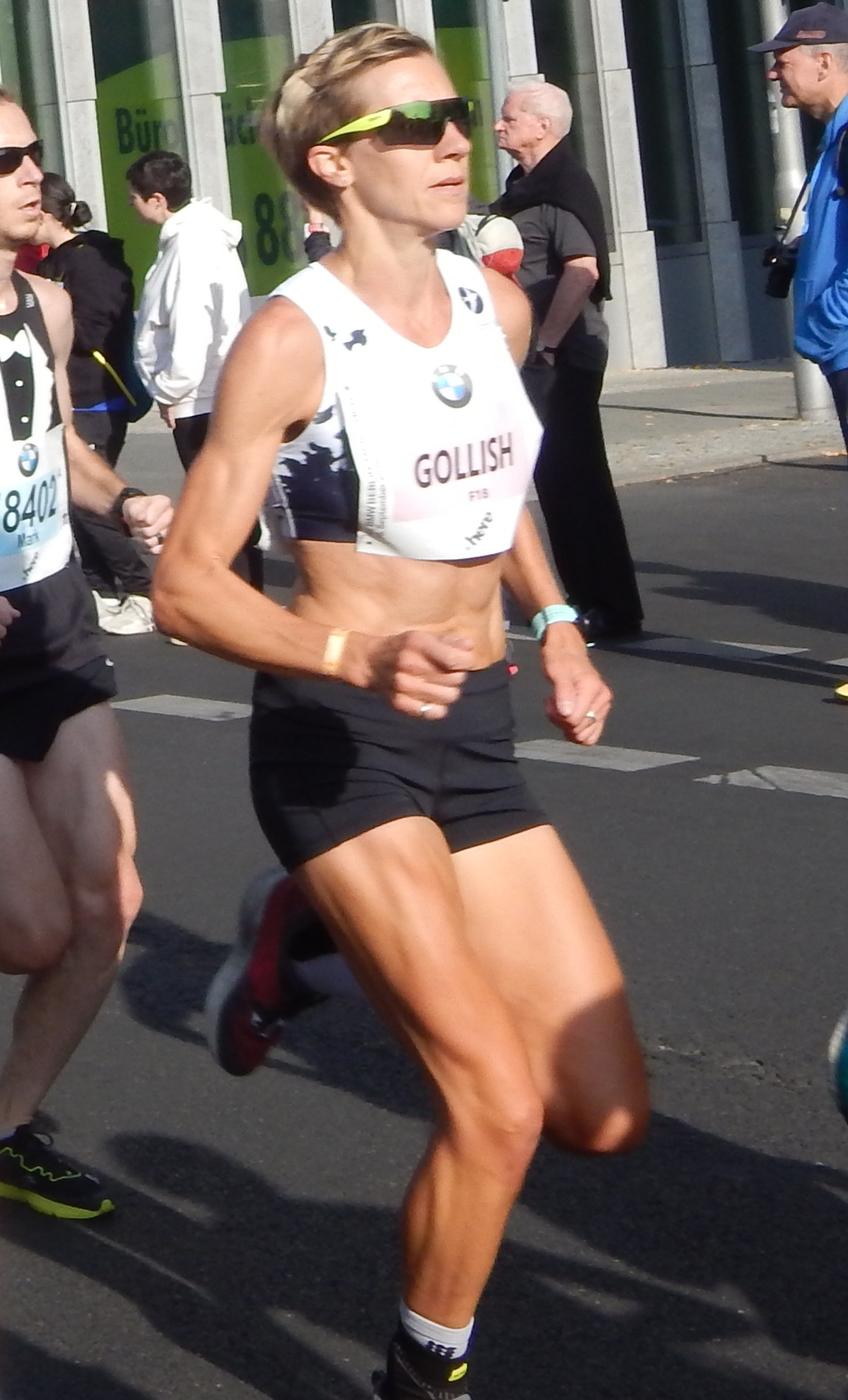
Sasha Gollish – Rennen nicht beendet
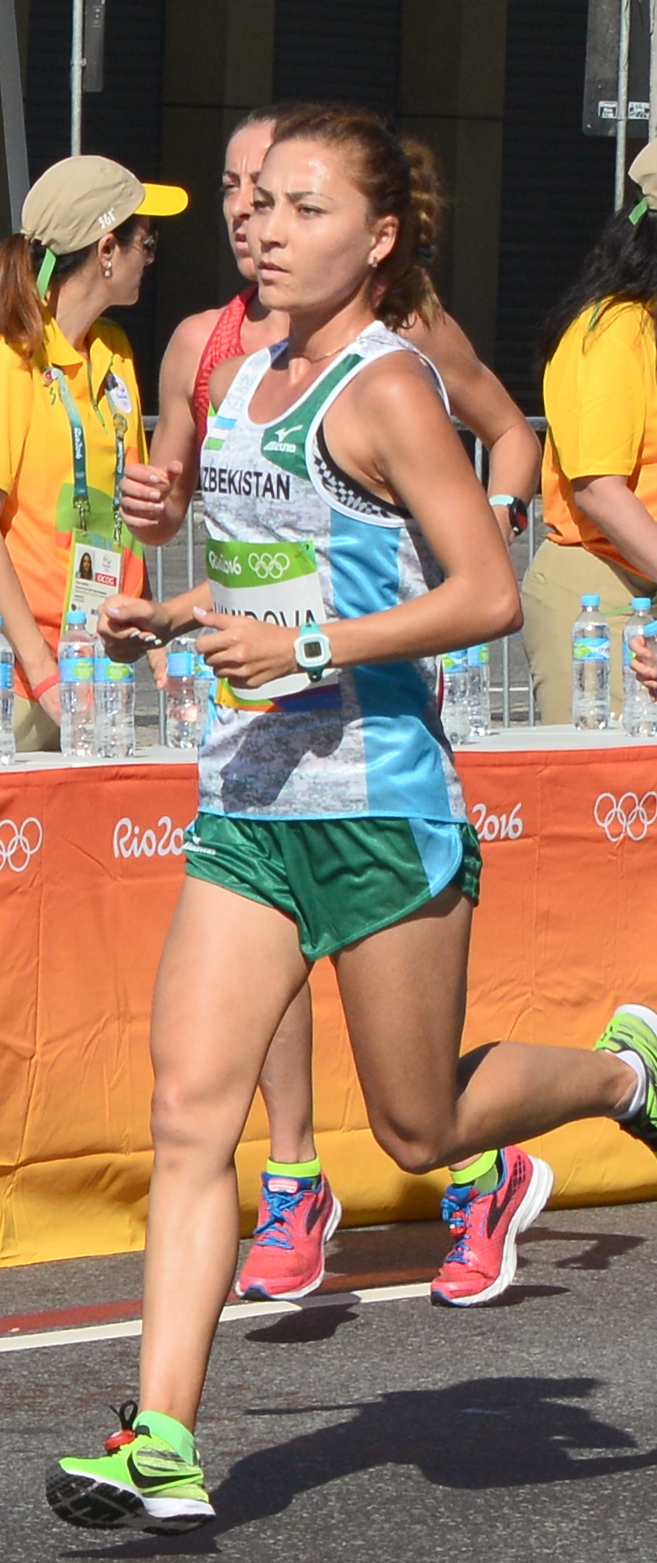
Sitora Hamidova – Rennen nicht beendet
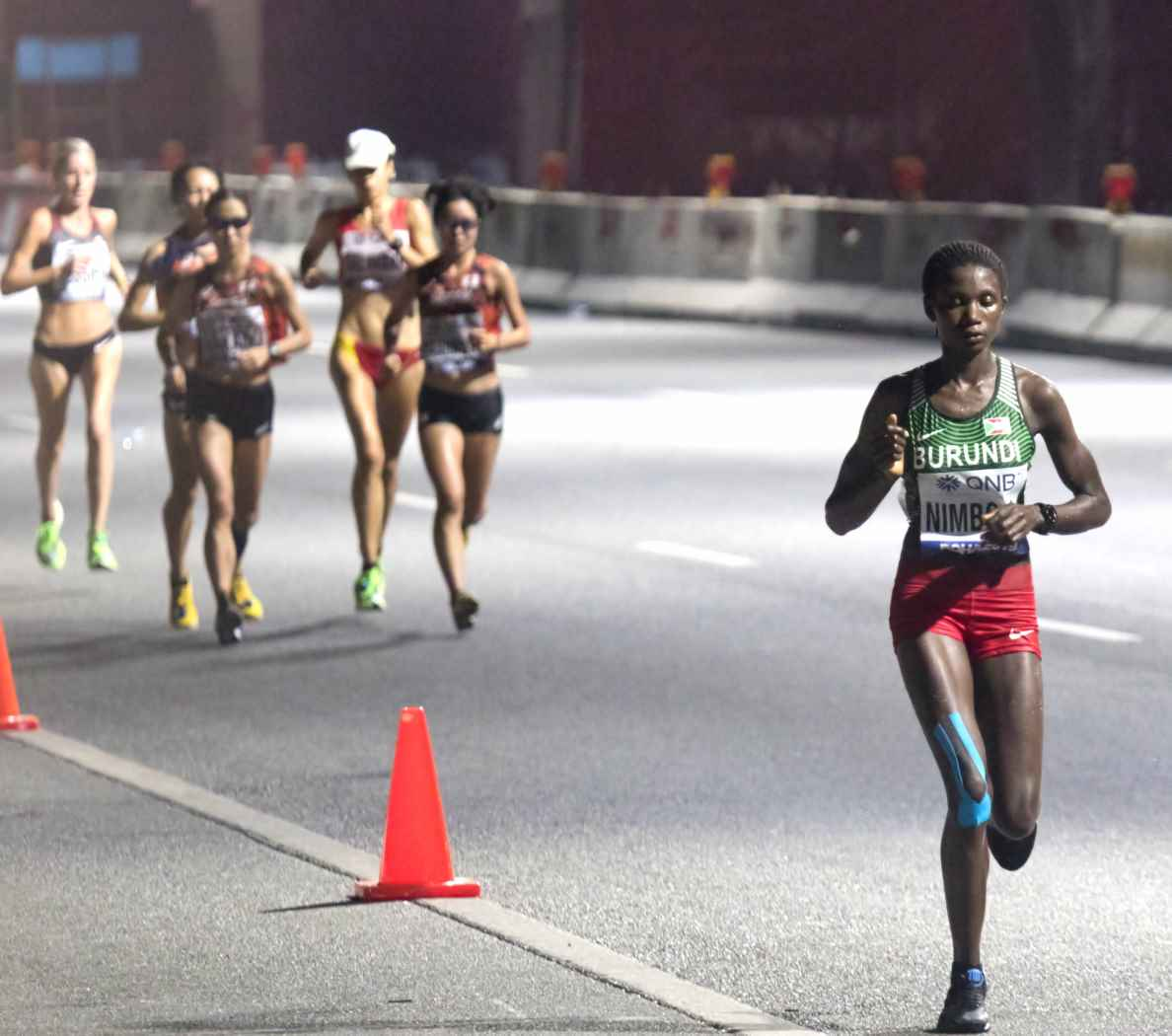
Elvanie Nimbona – Rennen nicht beendet
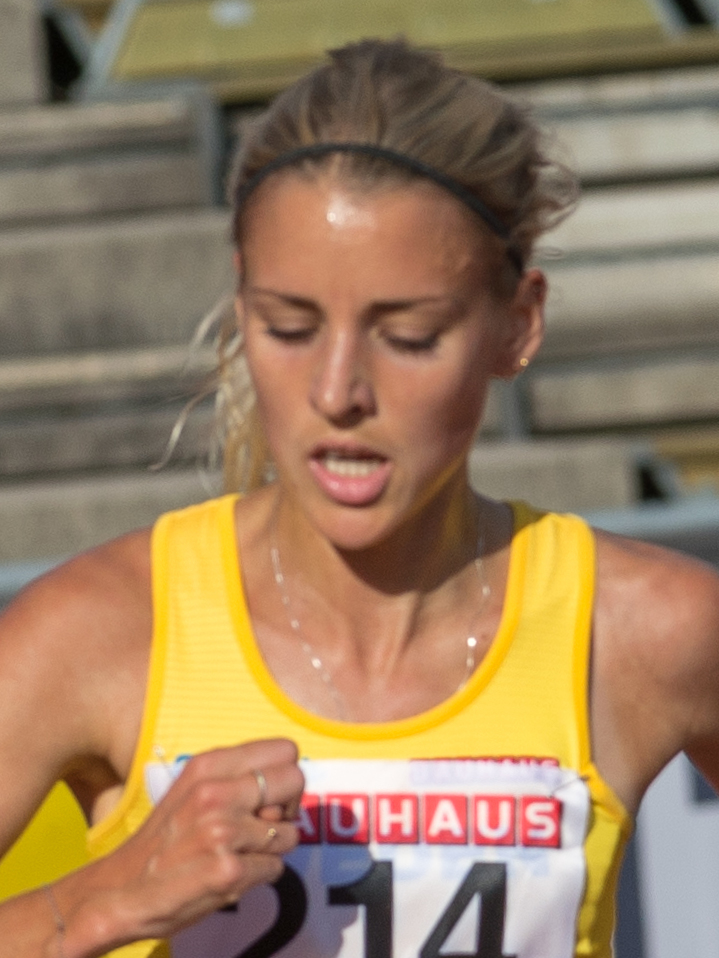
Cecilia Norrbom – Rennen nicht beendet
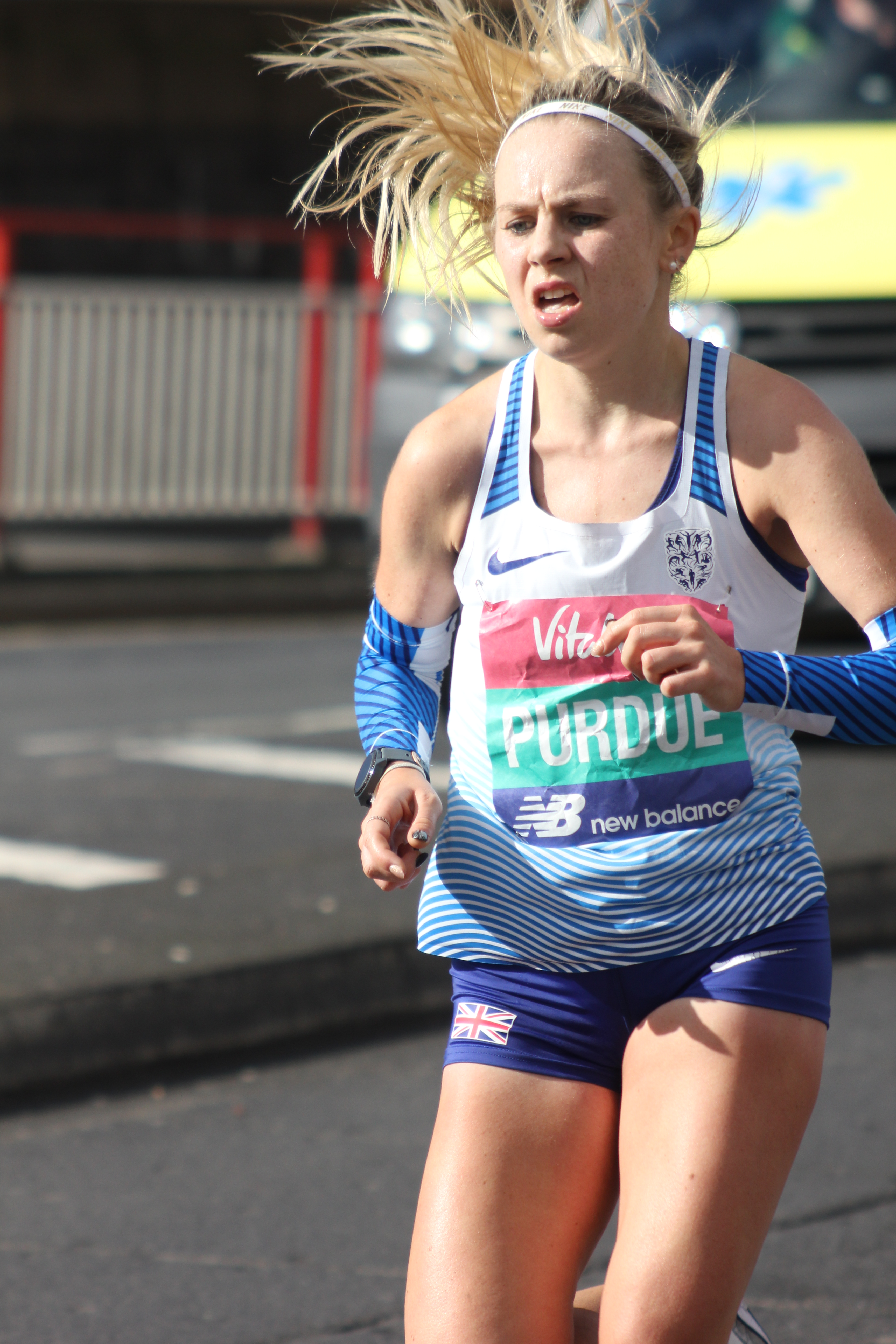
Charlotte Purdue – Rennen nicht beendet
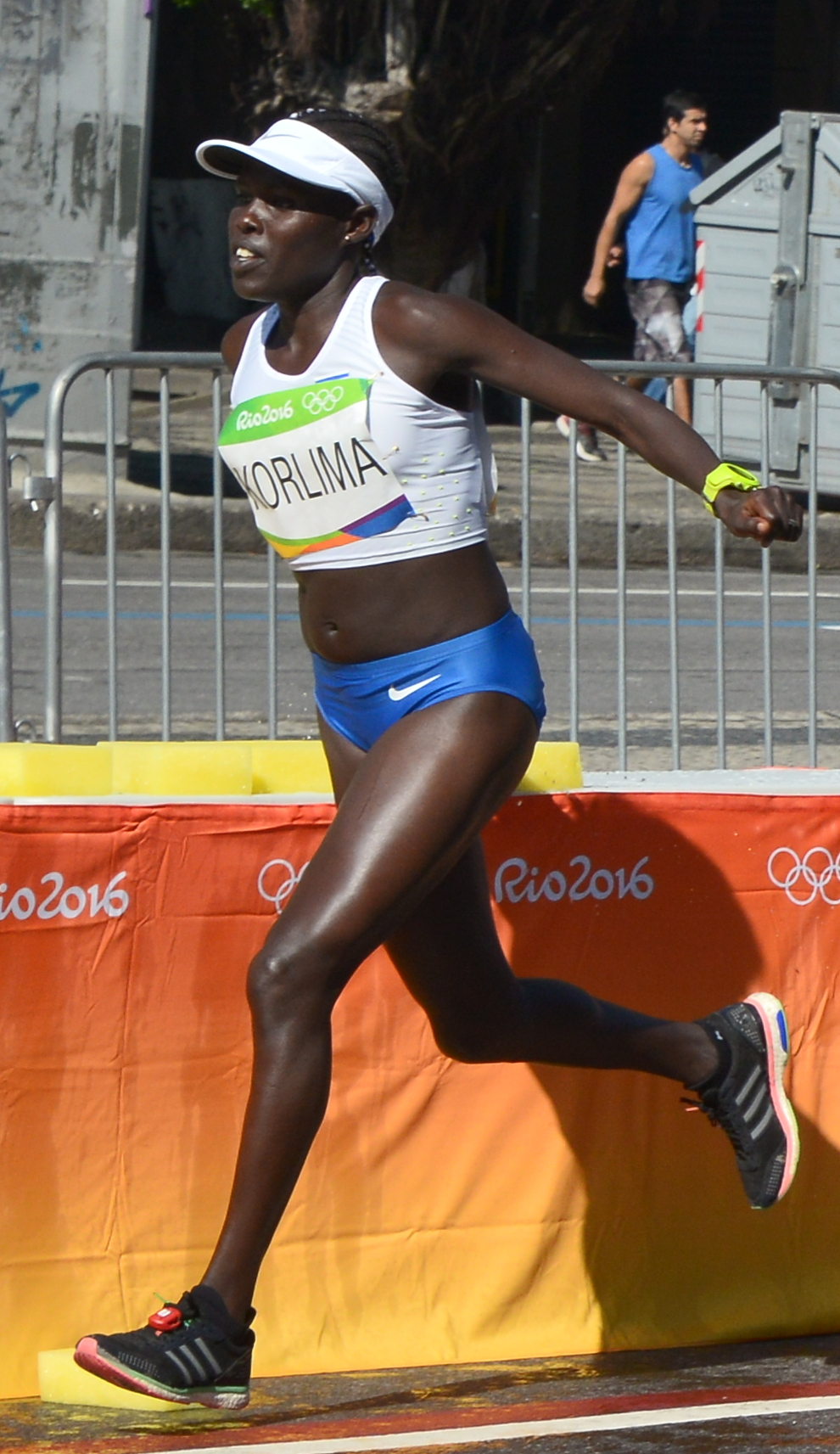
Lonah Chemtai Salpeter – Rennen nicht beendet
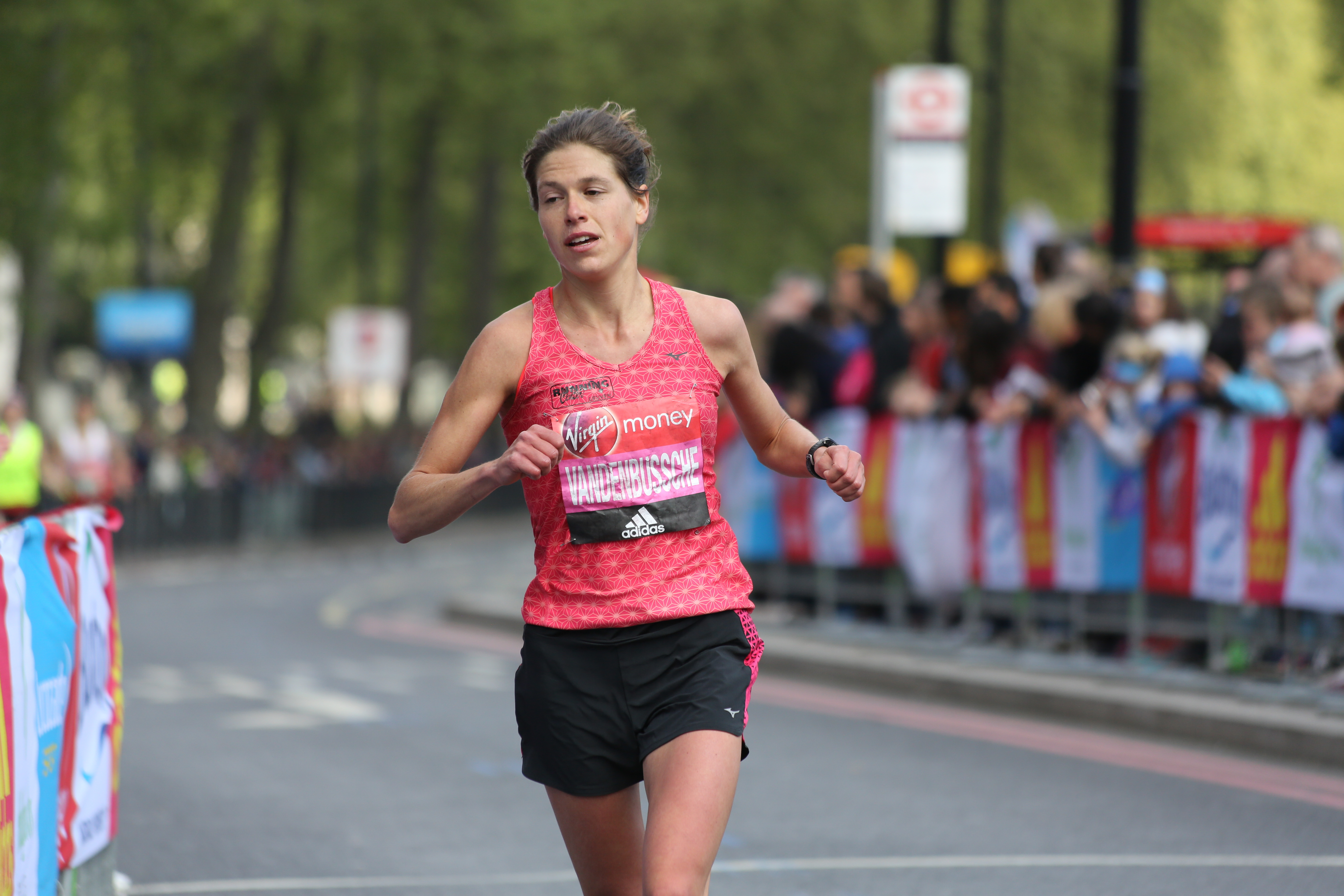
Hanna Vandenbussche – Rennen nicht beendet

## Video
- Women's Marathon | World Athletics Championships Doha 2019, youtube.com, abgerufen am 22. März 2021